# Provincia de Heredia
Heredia es la provincia número 4 de Costa Rica, localizada en la parte norte-central del país. Al norte limita con Nicaragua, al este con la provincia de Limón, al sur con la provincia de San José y al oeste con la provincia de Alajuela.
Por su extensión territorial, Heredia es la provincia más pequeña de Costa Rica, representando el 5,20% del territorio nacional. Se encuentra dividida a su vez en 10 cantones. Geográficamente, la provincia se ubica al norte en las tierras bajas de las Llanuras del Norte, mientras que en el centro-sur la atraviesa la cordillera Volcánica Central; el sur de la provincia se encuentra localizada en el Valle Central, y es parte de la Gran Área Metropolitana. Pese a ser la provincia más pequeña del país, Heredia es la cuarta provincia más poblada del país, con un total de 433.677 habitantes, representando el 10,08% de Costa Rica. Heredia representó por mucho tiempo el corazón cafetalero costarricense con sus grandes plantaciones del llamado "grano de oro", aunque al día de hoy, muchos de esos cafetales han dado paso a proyectos residenciales, comerciales e industriales, convirtiendo a Heredia en el hogar de grandes empresas y desarrollos inmobiliarios.
Su temperatura va de cálida y húmeda en el norte de la provincia, a clima frío en sus zonas montañosas y zonas templadas en el área del Valle Central. La capital de la provincia es la ciudad de Heredia, conocida como la "Ciudad de las Flores". Esta ciudad se ubica a 10 kilómetros al norte de la capital de Costa Rica, la ciudad de San José, y a 12 kilómetros al este de la ciudad de Alajuela.
La provincia de Heredia es rica en tradición colonial. Dentro de su modernismo, se percibe, por sus viejas casas de adobe con los techos entejados y su arquitectura española, una singular prolongación de elementos coloniales. Desde un punto de vista de cultura y folklore popular, Heredia es llamada Provincia de las Flores, no solo por la presencia o cultivo de flores, sino por la alusión a la gran cantidad de pobladores de apellido "Flores".

## Toponimia
El nombre de la provincia de Heredia deriva del hecho de haber sido Capitán General de la Capitanía General de Guatemala, el señor don Alonso Fernández de Heredia. Este, al conceder el día primero de junio de 1763 el título de villa a la población de la Inmaculada Concepción de Cubujuquí, agregó como era costumbre en aquel momento, al de por sí largo nombre del poblado, el "de Heredia" que habría de perdurar, pasando a llamarse así como "Villa de la Inmaculada Concepción de Cubujuquí de Heredia".
Adquirir el título de Villa implicaba una serie de compromisos y obligaciones. Era necesario delimitar la jurisdicción dentro de las cuatro leguas establecidas por ley; realizar el nombramiento de seis regidores, un alcalde provincial, un depositario general (tesorero), un alguacil mayor y un escribano; además, la población debía disponer de cerca de mil quinientos pesos para la construcción de la cárcel y las casas del cabildo, entre otras obligaciones.
Dado que se trataba de una comunidad con escasos recursos, muchos de los requisitos no pudieron cumplirse. El 23 de noviembre de 1779, el capitán general Matías de Gálvez revocó la validez del título de Villa. No obstante, la población continuó usando el nombre "de Heredia", hasta que, el 16 de octubre de 1813, don Florencio del Castillo gestionó y obtuvo nuevamente el título de Villa para la localidad, el cual permanece vigente hasta la actualidad.
No puede este hecho interpretarse como acto de reconocimiento y de cariño hacia el capitán general Alonso Fernández de Heredia, porque el personaje les era completamente desconocido a los habitantes de la Inmaculada Concepción de Cubujuquí de Heredia; lo que ocurrió al final de cuentas fue que a los habitantes del poblado, por no gustar de esta denominación tan extensa, adoptaron en definitiva el último de la larga serie de nombres que daría finalmente el nombre a la actual ciudad y provincia de Heredia.

### Alonso Fernández de Heredia

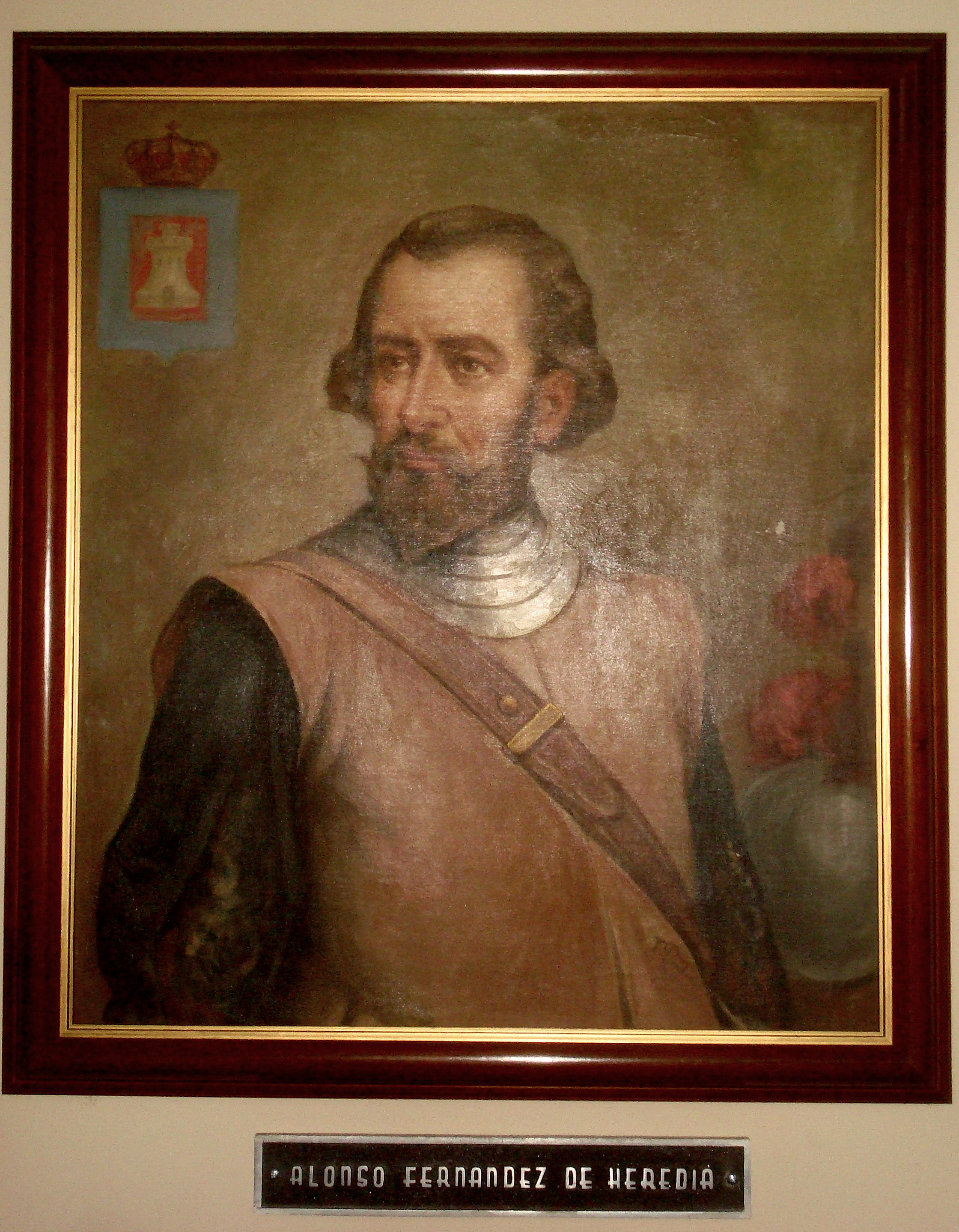
Retrato de Alonso Fernández de Heredia presente en el Palacio Municipal de Heredia, Costa Rica

Don Alonso Fernández de Heredia gobernó la Capitanía General de Guatemala del año 1761 al año 1765. Fue un político y militar español del siglo XVIII, nacido en Cetina, Zaragoza, España. Fue además de la Capitanía General de Guatemala, Capitán General de la Florida y de Yucatán, todo ello bajo el reinado de Fernando VI y de Carlos III de España.
Cargos políticos de Fernández de Heredia
- En 1745 se le otorga la gobernación de Nicaragua y la Comandancia General de Nicaragua y Costa Rica.
- En 1751 se convierte en Gobernador de Florida.
- En 1758 se le nombra gobernador y capitán general de Yucatán.
- En 1761 se le da el cargo de gobernador y capitán general de la Capitanía General de Guatemala.

Fernández de Heredia fue Capitán General de la Capitanía General de Guatemala hasta el día 3 de diciembre de 1765 en que por resolución Real se le destituyó.
Murió el 19 de marzo de 1782 en la ciudad de Guatemala donde fijó su última residencia. Sus restos reposan al lado del altar mayor de la Iglesia de la Merced en la hoy Antigua Guatemala.
Como dato curioso, Alonso Fernández de Heredia nunca llegaría a conocer la ciudad que finalmente y al día de hoy continúa llevando su nombre.

## Historia
Durante la época precolombina, la parte sur de la provincia, que se encuentra dentro del Valle Central, estuvo habitada por indígenas de diversos cacicazgos huetares, que formaron parte del llamado Reino Huetar de Occidente, que en los inicios de la conquista eran dominio del rey Garabito. Estos grupos aborígenes se dedicaban a la caza y al cultivo de la yuca principalmente. Dos vasallos de Garabito tenían sus dominios en esta región: Yurustí, rey de Toyopán (cantones de San Rafael y Santo Domingo de Heredia), y Barvak, rey de Barva (cantón de Barva y cantón de Heredia). Al norte de la Cordillera Volcánica Central, existían otras etnias indígenas que eran tributarias de los huetares: los botos, en las faldas del volcán Barva, y los tises, en las llanuras de Sarapiquí.
En 1551 entran los primeros grupos de españoles al Valle Central. Juan de Cavallón, quien inició este proceso colonizador fue el primero en tener noticia de lo que había de llamarse durante la colonia El Valle de Barva, territorio comprendido entre el Río Virilla hasta los Montes del Aguacate (incluían parte de las actuales provincias de Alajuela y Heredia). Para dar inicio al proceso colonizador, los grupos dispersos de indígenas en el territorio fueron concentrados en un poblado que se llamó Barva, ubicado en las inmediaciones de Getsemaní (actualmente perteneciente al cantón de San Rafael) esto en el año 1575.

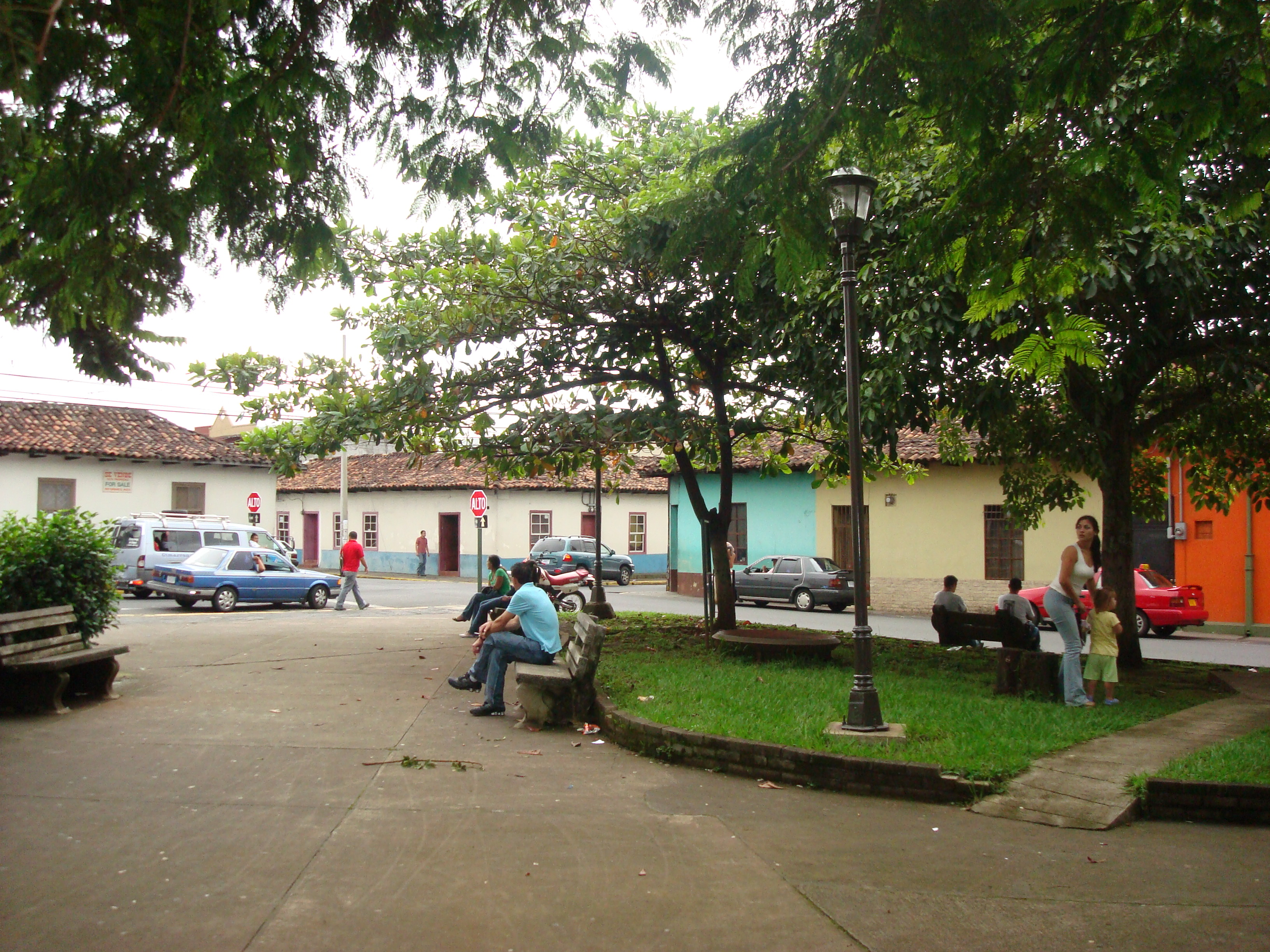
Casas tradicionales. Cantón de Barva.

Los emigrantes españoles poblaron fértiles valles como Alvirilla y Barva, se instalaron en humildes chozas y se dedicaron a la agricultura. Muchos de estos humildes españoles llegaron al territorio creyendo encontrar grandes riquezas como el oro, pero pronto se dieron cuenta de que era un territorio rico en valles sanos y fértiles, idóneo para cultivar.
Con el paso de los años, la formación de las familias integradas por españoles e indígenas dieron lugar a una completa colonización. Es claro que muchos españoles emigraron de su país trayendo consigo sus costumbres, artes, animales, pero destacablemente su religión con fervor cristiano. Es a partir de 1706 que este arraigado catolicismo da lugar al origen de la ciudad de Heredia.
Alvirilla y Barva fueron los fértiles valles donde comenzaron a llegar los primeros emigrantes que poblaron lo que hoy conocemos como la ciudad de Heredia. Una vez instalados en el lugar, comprendieron la imperante necesidad de contar con una pequeña iglesia como medio de cohesión de la incipiente villa.
Es a partir del año 1706 que los habitantes de los Valles de Alvirilla y Barva pidieron que se les fundara una parroquia. Esta parroquia se consolidó en una pequeñísima ermita en lo que hoy se conoce como La Valencia. En el año 1712 el pueblo ya contaba con ocho casas de adobe y techo pajizo alrededor de la pequeña ermita; siendo ese lugar malsano y pantanoso los habitantes deciden traslar su caserío donde hoy se encuentra la ciudad de Heredia. De inmediato se colocan los cimientos de un nuevo templo de adobe en el mismo lugar donde se ubica la actual iglesia central de Heredia, pero bastante recostado al sector norte de la cuadra, siendo el sector sur el cementerio de la pequeña comunidad.

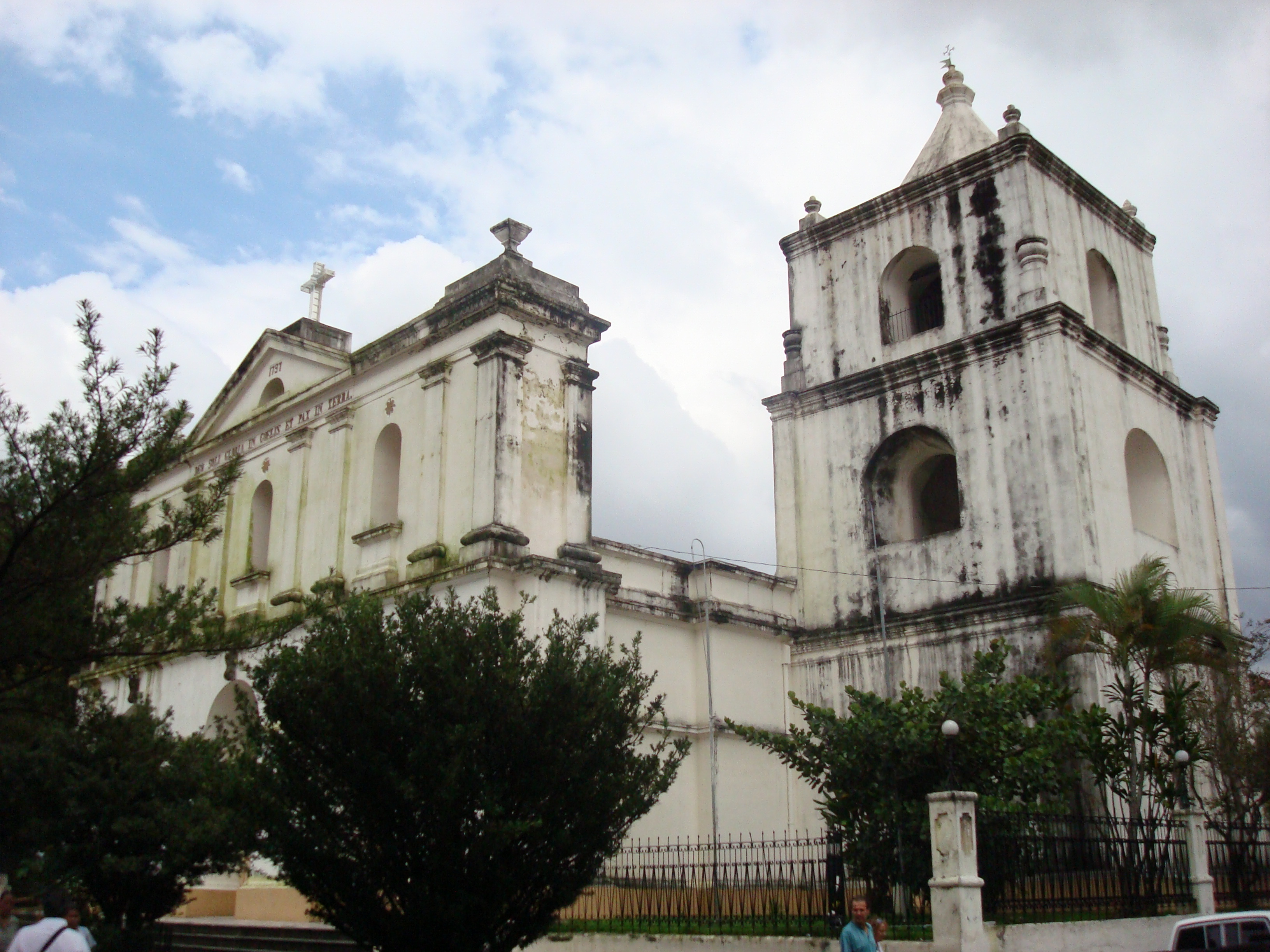
Templo Parroquial La Inmaculada. Cantón de Heredia.

La aldea fue creciendo hasta convertirse en una comunidad bastante nutrida para esa época y su humilde templo cada vez se fue haciendo más pequeño e incómodo. En el año 1797 se inicia la construcción de la obra pública más grande e importante que se hubiere hecho en la pequeña aldea de Cubujuquí, la construcción del templo católico de la ciudad; la actual iglesia de la Inmaculada Concepción de María.
Cubujuquí se le llamó a esta aldea que a partir de 1763 se convirtió en villa; en un lapso de 45 años esa pequeña aldea con un endeble caserío, se convirtió de toda una villa denominándose Villa Vieja de la Inmaculada Concepción de Cubujuquí.
El nombre Heredia se heredó de un español, gracias a las simpatías que sentían los pobladores y en especial los políticos de Cubujuquí y a manera de quedar bien como el entonces Mariscal de Campo de los reales ejércitos de España, presidente de la Real Audiencia de Guatemala, gobernador y Capitán General de Guatemala, Alonso Fernández de Heredia. Villa Vieja de la Inmaculada Concepción de Cubujuquí de Heredia, sería más tarde solamente Heredia como todos los costarricenses la conocen.
En el año 1824 la Villa de la Inmaculada Concepción de Heredia se convirtió en la Ciudad de Heredia.

### Heredia durante la independencia, Batalla de Río Segundo
En el año de 1823 las cuatro principales poblaciones centrales de Costa Rica estaba aliadas dos a dos, en bandos opuestos. Heredia llegó a pensar en la misma forma que Cartago, mientras que San José hacía causa común con Alajuela. La tensión era tal, que se libraron dos batallas: la Batalla de Ochomogo que enfrentó a Cartago y San José, y la Batalla del Arroyo en Río Segundo que enfrentó a Heredia y a Alajuela.
En la batalla en Río Segundo, los vecinos de Heredia atacaron a los "alajuelas" resueltamente y éstas entraron y desfilaron por las calles de Alajuela. En el pacto de rendición de los alajuelenses, se comprometieron a jurar al Imperio en un lapso de 3 días; sin embargo, el mismo día, un 5 de abril, se libró en Ochomogo una recia batalla en la que don Gregorio José Ramírez derrotó a los cartagineses, señalando así el triunfo de la causa republicana.
Heredia no tuvo más que rendir sus armas al general Ramírez quien hizo un llamado a los heredianos a la unidad del sentimiento con los demás miembros de la familia costarricense. Así Heredia hubo de agregarse a la causa de la república, un tanto convencida de su fracaso, sobre todo por qué en algunos momentos se había esperado otra cosa con su triunfo sobre Alajuela.

### Heredia como capital de Costa Rica

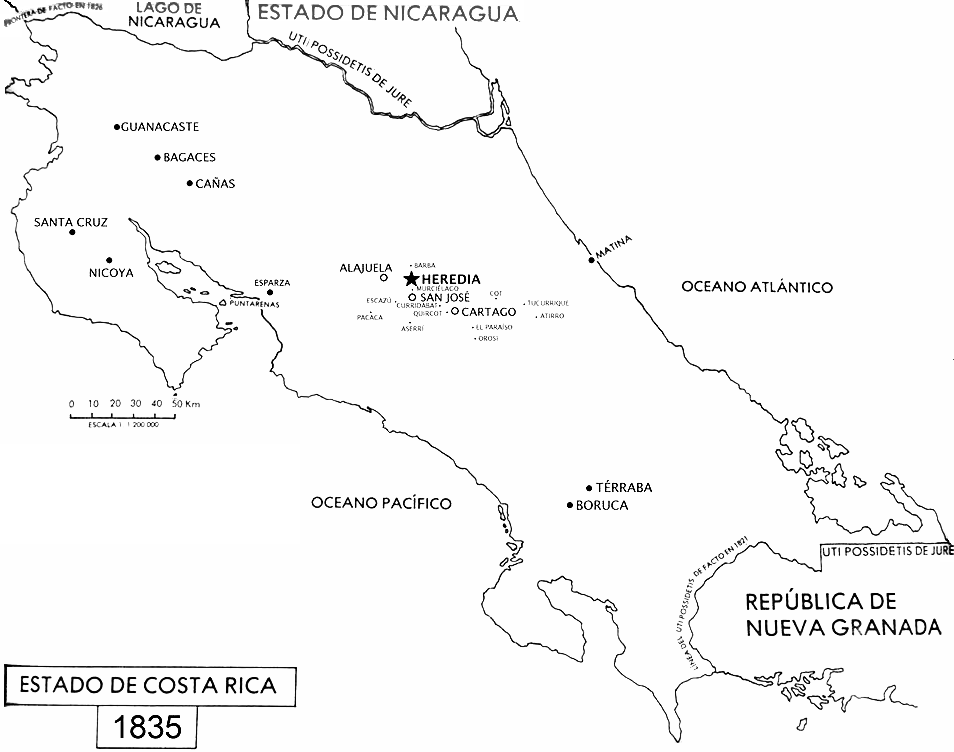
Mapa de Costa Rica en 1835 donde se muestra a Heredia como capital de Costa Rica

El  2 de septiembre de 1835, el Jefe Supremo del Estado de Costa Rica, don Braulio Carrillo Colina, pone el a la ley que da el fin a la Ley de la Ambulancia y mueve la capital a la ciudad de la Inmaculada Concepción de Cubujuquí de Heredia "hasta que en el Murciélago (hoy Tibás) se construyan los inmuebles necesarios para albergar la capital". La idea de colocar la capital en San Juan del Murciélago respondió al hecho que la 4 principales ciudades de Costa Rica (San José, Cartago, Heredia y Alajuela) no lograban ponerse de acuerdo sobre dónde fijar la capital por lo que optaron buscar una quinta opción que sería el Murciélago, y aunque nunca se trasladó la capital a tal lugar, Heredia ocuparía la capital mientras en el Murciélago se construyeran los inmuebles necesarios. De esta forma, Heredia se convierte en la 4.ª capital de la historia de Costa Rica y estaría con este título por 4 años. En Heredia tomó posesión el Jefe Supremo del Estado de Costa Rica, don Manuel Aguilar Chacón, además del vicejefe Juan Mora Fernández; se celebró una misa en la Parroquia Inmaculada Concepción por el cura Joaquín Carrillo, y en el Recinto Legislativo (el cual se ubicaba donde está hoy el Hotel América), se le entregó la Jefatura del Estado.
Heredia se mantiene como capital de Costa Rica hasta junio de 1838 cuando se desiste de la idea de mover la capital al Murciélago y el mismo Braulio Carrillo Molina ordena al Poder Legislativo moverse nuevamente a San José en donde se mantendrá la capital de Costa Rica hasta la actualidad y nunca se volvería a mover de ahí.

### La Guerra de La Liga
El localismo halló campo propicio en estas luchas ocurridas poco después de la independencia. Su máxima manifestación fue la llamada "Ley de la Ambulancia", en virtud de la cual las supremas autoridades habían de residir en el término de cuatro años, en Alajuela, Heredia, San José y Cartago, según el orden en que se estableció. Heredia tuvo en todos estos sucesos, una muy activa participación, a través de algunos de sus personajes más representativos. Entre ellos debe citarse en primer término a Nicolás Ulloa Soto, quien fue un activo empresario y político promotor de la educación pública y valiente defensor de las libertades patrias en 1835. Fue presidente municipal y alcalde de Heredia en 1828; también fue diputado, senador y presidente del Congreso de Costa Rica en 1833. Tuvo la oportunidad de ser jefe de Estado de Costa Rica en 1835, pero rechazó el cargo. Por esta razón asumió la jefatura del Estado don Braulio Carrillo Colina quien vio el establecimiento de la Asamblea y el Congreso Representativo en la ciudad de Heredia.
Carrillo tuvo serios tropiezos durante su gobierno y San José hubo de enfrentarse a una alianza o liga de las ciudades de Cartago, Alajuela y Heredia. En septiembre del mismo año de 1835 se inició la rebelión, y aunque hubo negociaciones en Tibás, no lejos del río Virilla, la situación tensa se mantuvo. El 7 de octubre las referidas poblaciones declararon la guerra a la "ciudad enemiga" de San José. Poco después de iniciado el conflicto, San José derrotó a las tropas de Cartago y los cabecillas de dicha ciudad trasladaron su cuartel a la ciudad de Heredia, convirtiéndose Nicolás Ulloa en el jefe normal de La Liga el 18 de octubre. Nuevas conversaciones no condujeron a nada y el día 28 del mismo mes, los josefinos entraron triunfantes a Heredia después de haber luchado en el puente del Virilla. Tras una nueva lucha, los soldados josefinos se apoderaron también de Alajuela, la cual ocuparon en horas de la noche del mismo día.
Así concluyó la lucha, y con ella la tranquilidad volvió a todos los pueblos, en donde apenas fueron castigados los más connotados cabecillas.

### Cronología
- 1575 se crea la Iglesia de Barva.

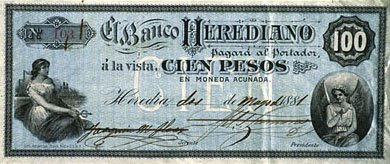
Billete de 100 pesos emitido por el Banco Herediano en 1871

- 1706 surge la primera población con emigrantes de Cartago.
- 1736 se erige la Parroquia de la Inmaculada Concepción de Cubujuquí.
- 1763 se le otorga el título de villa por parte de las autoridades de Guatemala y se le cambia el nombre a Villa de Heredia.
- 1825 se le considera un distrito.
- 1841 se le categoriza como departamento.
- 1848 se convierte en provincia.

## Símbolos
- Bandera

La bandera que se ha utilizado para representar a la Provincia de Heredia ha sido la bandera del cantón central de la Provincia. La bandera consta de tres franjas con los colores amarillo, blanco y rojo; la franja blanca es el doble de ancho de la roja y amarilla. La razón de los colores rojo y amarillo se liga al hecho de que Heredia ha sido por muchos años identificada con esos colores por sus divisas deportivas; la aparición de los colores rojo y amarillo en el deporte herediano son anteriores a la creación y adopción de la bandera de la provincia y con el paso del tiempo, estos colores se ensañaron con el sentir de la población herediana por lo que al crear la bandera se tome en consideración sus colores; hoy en día, muchas asociaciones deportivas a lo largo de la provincia utilizan los colores rojo y amarillo. Por otra parte, la vinculación histórica que ha tenido Heredia con la religión hicieron que se utilizara a la vez el amarillo con el blanco, colores institucionales de la Iglesia católica.

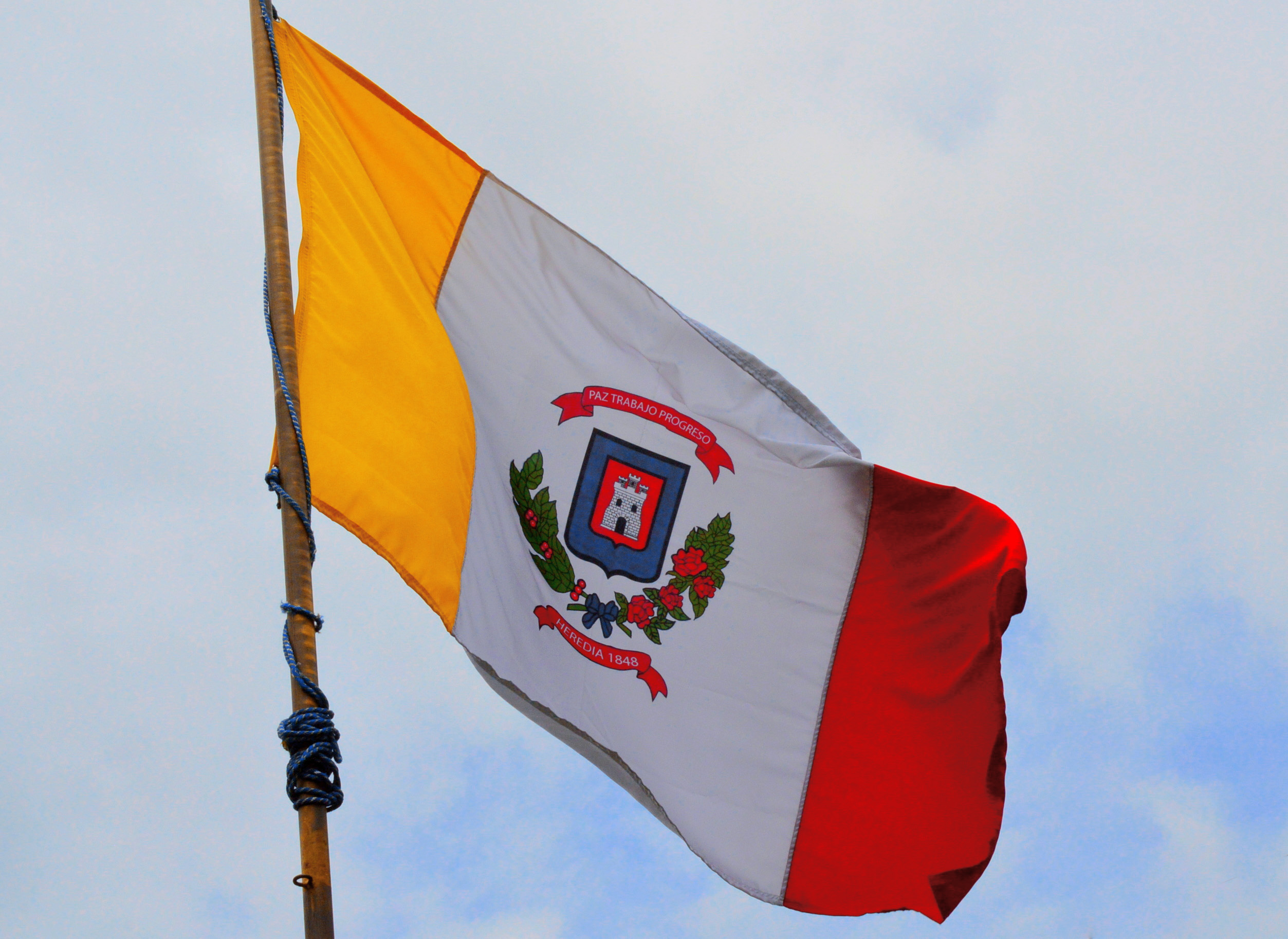
Bandera de Heredia ondeando a la entrada de la provincia.

Es así como colores deportivos y religiosos fueron los utilizados en la representación de la bandera de Heredia que de una u otra forma formaron parte de la construcción actual de lo que la provincia es por lo que los colores amarillo, blanco y rojo fueron los utilizados.
En el centro de la bandera sobre la franja blanca se ubica el escudo de la provincia
- Escudo

El origen del escudo de la provincia data de 1929 siendo otras las circunstancias históricas que lo promovieron, dado que no existía la división administrativa actual por cantones. Desde 1848, se ha venido utilizado el mismo, y no es hasta la fecha que se presenta la iniciativa de plantear un escudo propio.
Fadrique Gutiérrez con su ingenio y conocimientos le heredó a Heredia el Fortín, obra majestuosa y única en el ámbito civilista herediano, rico en leyendas e historia, que los heredianos han señalado como sinónimo de su identidad, por lo cual se propuso que sea la figura principal del escudo; ratificado y modificado en Sesión Ordinaria de Concejo Municipal #324-92, del 21 de septiembre de 1992.
Un escudo de forma español con dos particiones o divisiones que llevarán: en la división central un fortín de plata similar al construido por Fadrique Gutiérrez (que se halla ubicado al costado Este del Palacio Municipal), inscrito en campo rojo y un campo azul alrededor del rojo.
En la parte superior un listón rojo, plegado con la siguiente leyenda: PAZ - TRABAJO - PROGRESO, en letras amarillas, en igual forma, en la parte inferior habrá un listón que dirá " HEREDIA, 1848" fecha de fundación de la Provincia de Heredia, según decreto N. 167 del 7-12-1848. Se ubican entre el recuadro azul y el listón inferior, unidas por un lazo de cinta azul, por la derecha una rama con cinco rosas rojas abiertas con sus respectivas hojas (10 en total), que simbolizan la belleza de la mujer herediana y por la izquierda una bandola de café con el fruto maduro y sus respectivas hojas, que simboliza un producto histórico de la provincia.

## Geografía

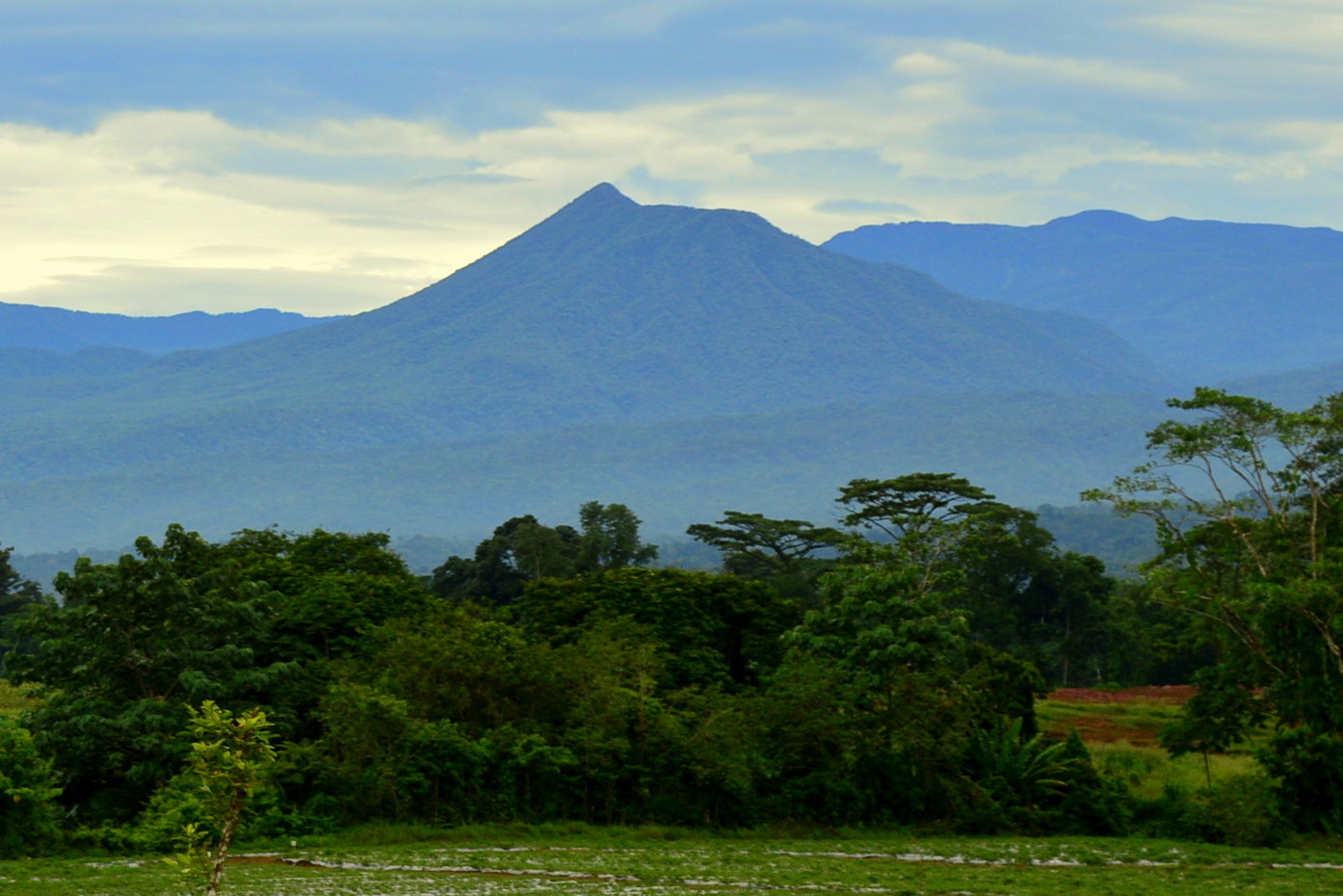
Volcán Cacho Negro ubicado en Sarapiquí, Heredia

La provincia de Heredia forma una franja de tierra que se extiende de norte a sur hasta el centro de la República. Limita al norte con la República de Nicaragua, al sur con San José, al oeste con Alajuela y al este con Limón. El punto más elevado es el Volcán Barva también llamado como "Las Tres Marías" elevándose a 2.906 m s. n. m. el cual forma parte de la Cordilla Volcánica Central; este volcán se encuentra dentro del parque nacional Braulio Carrillo, siendo este parque, uno de los de

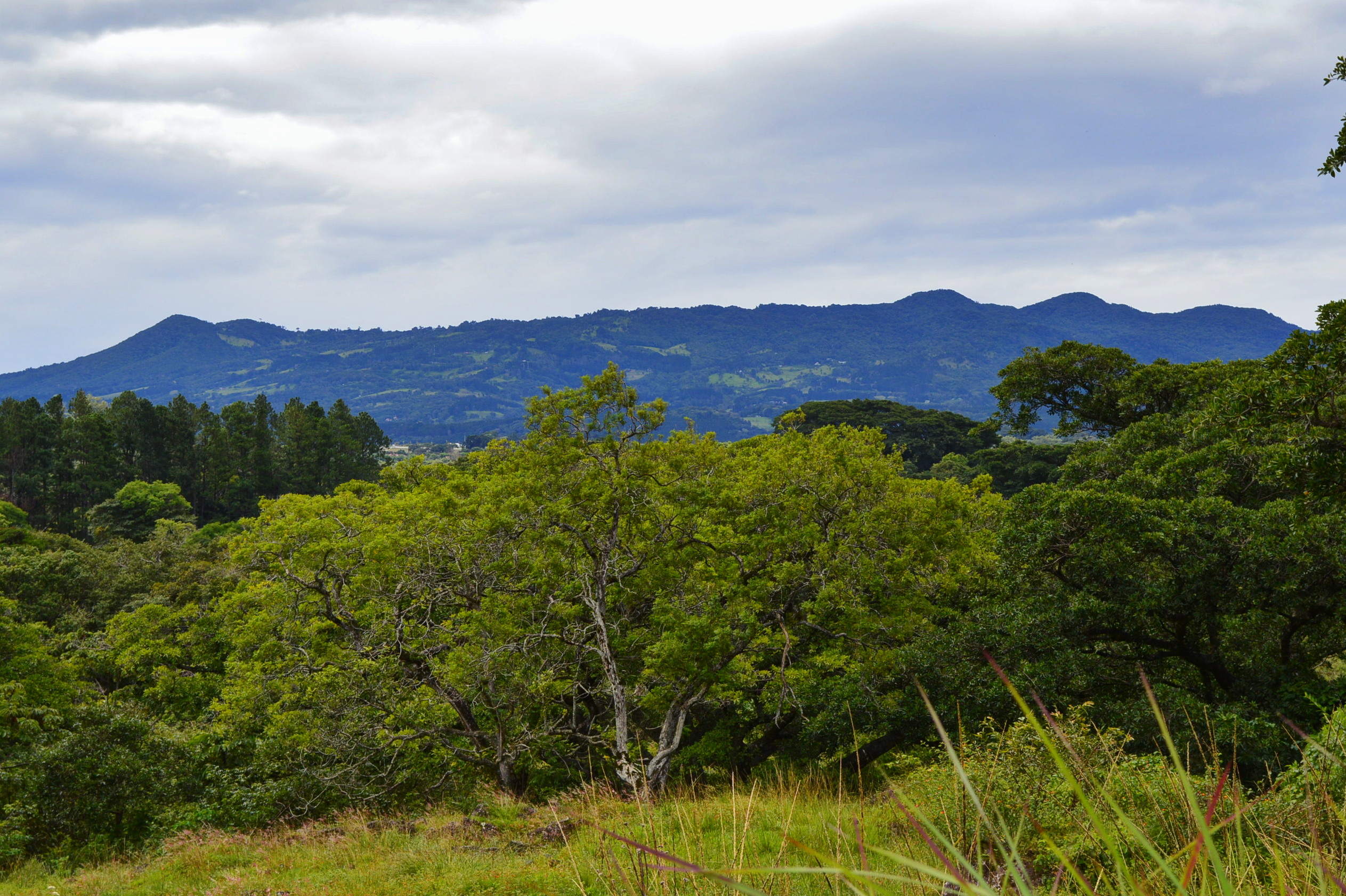
Volcán Barva, también llamado "Las Tres Marías".

 mayor extensión en Costa Rica cubriendo una gran parte de la provincia de Heredia. El Volcán Cacho Negro ubicado entre el distrito de Vara Blanca y el cantón de Sarapiquí es un volcán que se encuentra hoy inactivo; forma parte también del parque nacional Braulio Carrillo y se eleva a 2150 m s. n. m. Otras elevaciones de importancia en Heredia son el Cerro Dantas y Chompipe en el cantón de San Rafael donde se encuentran varias cataratas abiertas al público, los cerros Tibás, Turú, Caricias y Zurquí en el cantón de San Isidro y el Cerro Guararí (también conocido como Cerro Inglés o Cerro Picacho) ubicado entre los cantones de Santa Bárbara y Barva.
Heredia está rodeada también por el paso del Desengaño el cual se encuentra entre los volcanes Barva y Poás, y el paso de La Palma ubicado entre los volcanes Barva e Irazú. Ambos pasos son importantes para la comunicación del país con la zona norte y la vertiente del Caribe y estos permiten a su vez, la entrada de los vientos alisios en el Valle Central.

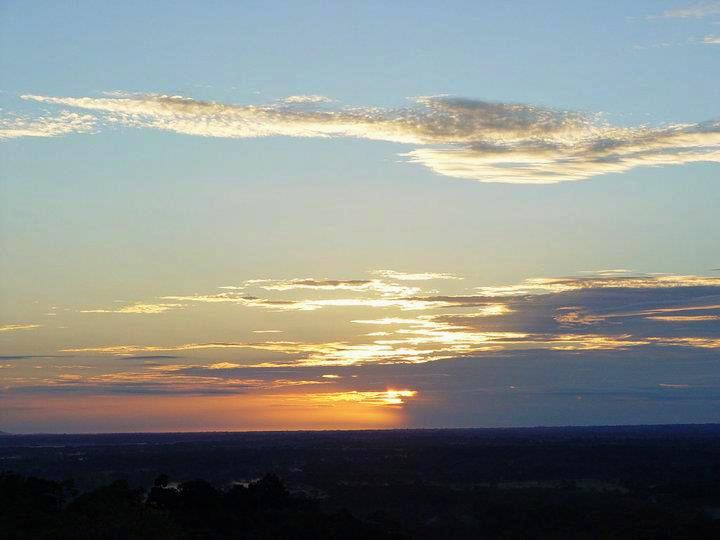
Llanuras de Sarapiquí, Heredia

La mayor parte de la Provincia de Heredia está compuesta por zonas bajas y llanuras ubicadas al norte de la provincia desde las faldas al norte del Volcán Barva hasta la frontera con Nicaragua a lo largo del cantón de Sarapiquí, contrastando así con el sur donde se presentan las mayores elevaciones. Nueve de los 10 cantones de la provincia están ubicados en el Valle Central de Costa Rica donde a la vez, se ubica la mayor parte de la población.
La capital de provincia, la Ciudad de Heredia se encuentra ubicada en el Valle Central a una altitud de 1.150 m s. n. m.; en el cantón de Barva se encuentra la comunidad de Sacramento que se encuentra por arriba de los 2200 m s. n. m.; mientras que por otro lado, la comunidad de Puerto Viejo de Sarapiquí se encuentra a tan sólo 37 m s. n. m. Debido a la baja altitud y presencia de ríos con gran caudal, durante la época lluviosa suele darse la presencia de inundaciones en algunos puntos del cantón de Sarapiquí con los que muchos de sus pobladores han tenido que lidiar.

### Relieve

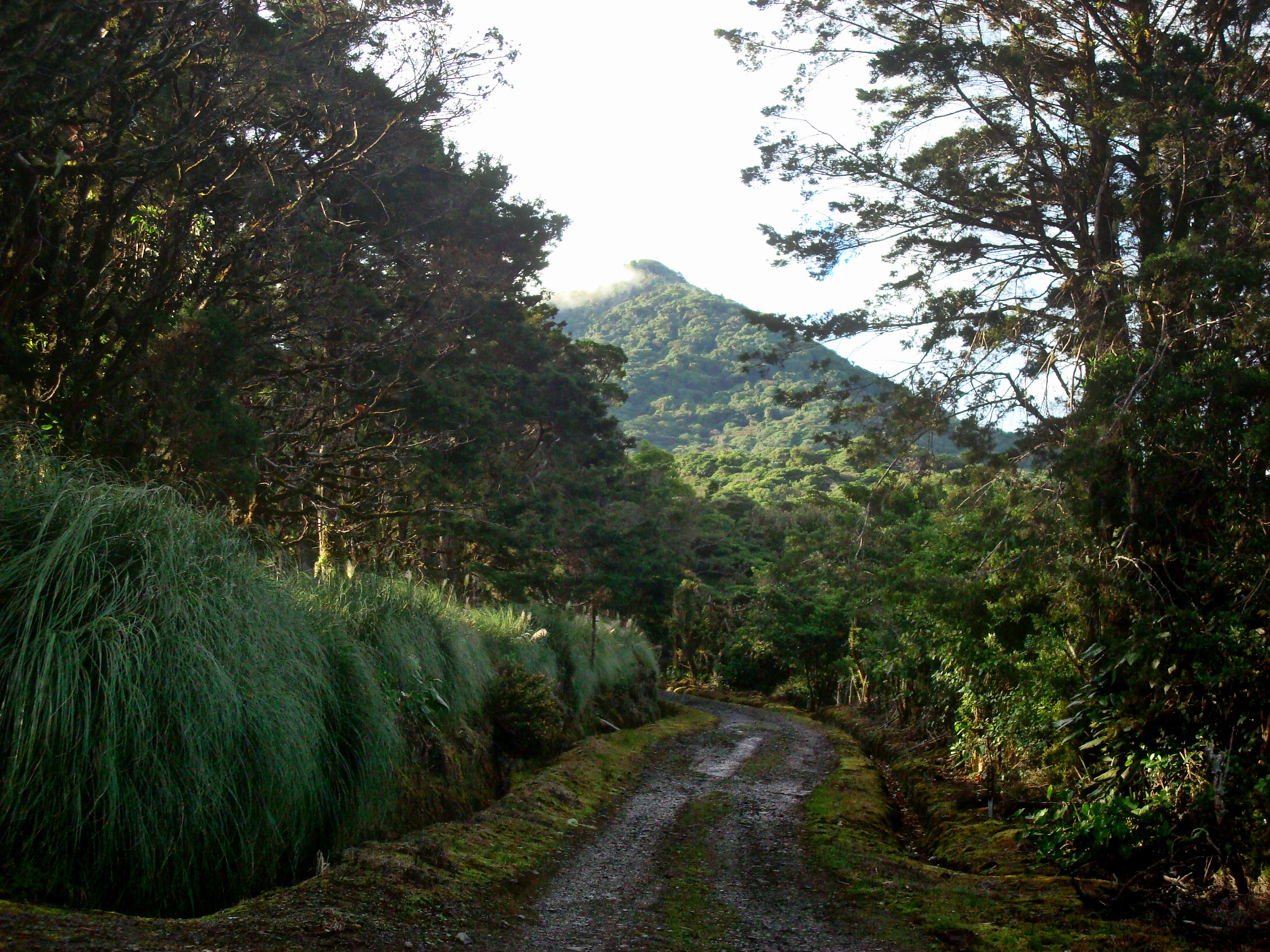
Vista a la cumbre del Cerro Zurquí en San Isidro de Heredia

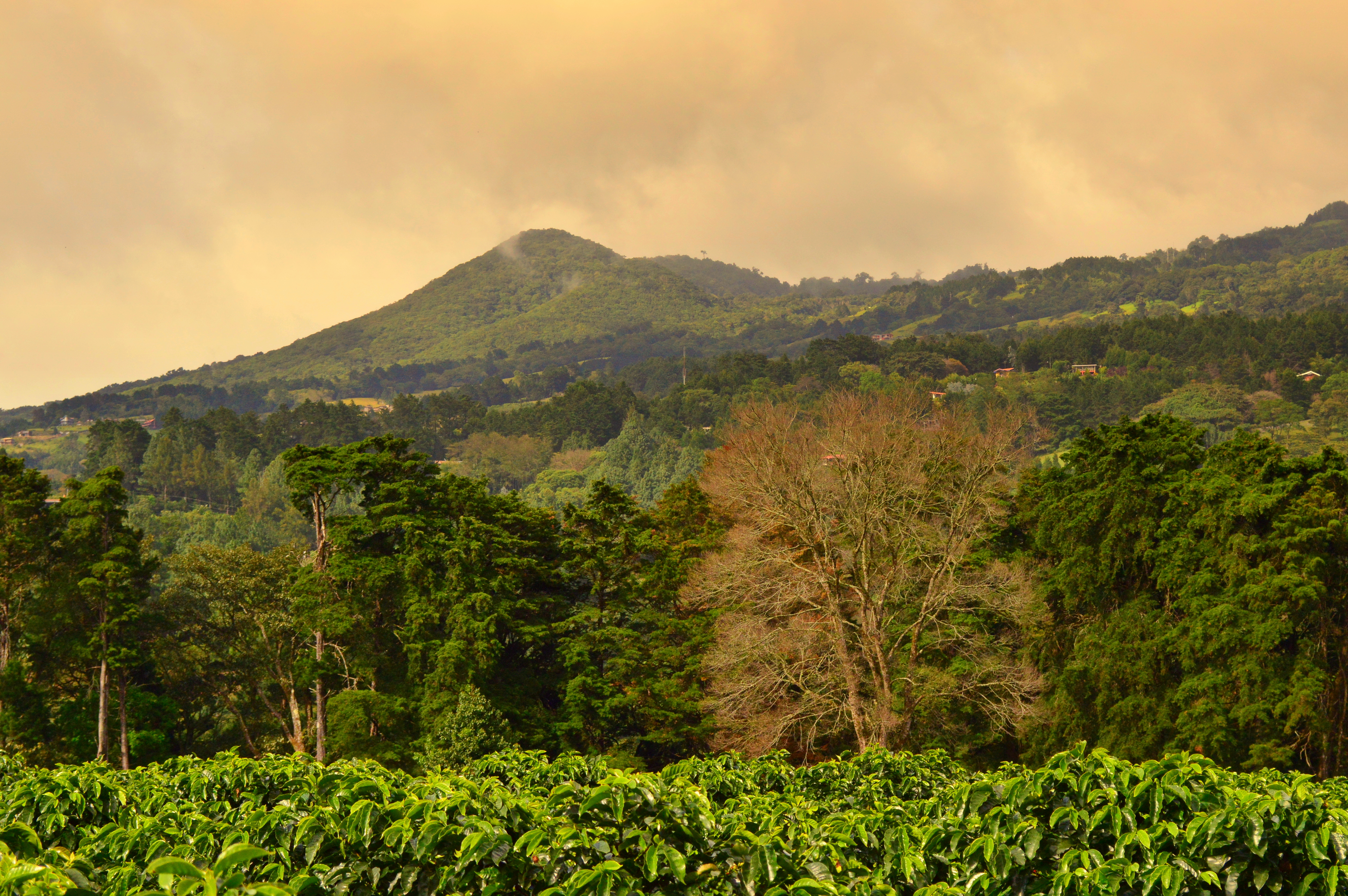
Cerro Guararí (también llamado Cerro Inglés) su cima marca el límite entre Barva y Santa Bárbara

| Principales elevaciones de la Provincia de Heredia | Principales elevaciones de la Provincia de Heredia | Principales elevaciones de la Provincia de Heredia | Principales elevaciones de la Provincia de Heredia |
| -------------------------------------------------- | -------------------------------------------------- | -------------------------------------------------- | -------------------------------------------------- |
| Nombre                                             | Altitud (m s. n. m.)                               | Ubicación                                          |                                                    |
| Volcán Barva                                       | 2.906                                              | Cantón de Barva y distrito Vara Blanca             |                                                    |
| Cerro Guararí                                      | 2.599                                              | Límite entre Barva y Santa Bárbara                 |                                                    |
| Cerro Gongolona                                    | 2.560                                              | Distrito Vara Blanca                               |                                                    |
| Cerro Delicias                                     | 2.290                                              | Cantón de San Rafael                               |                                                    |
| Cerro Chompipe                                     | 2.259                                              | Cantón de San Rafael                               |                                                    |
| Volcán Cacho Negro                                 | 2.250                                              | Cantón de Sarapiquí y distrito Vara Blanca         |                                                    |
| Cerro Tibás                                        | 2.179                                              | Cantón de San Isidro                               |                                                    |
| Cerro Turú                                         | 2.139                                              | Cantón de San Isidro                               |                                                    |
| Cerro Caricias                                     | 2.100                                              | Cantón de San Isidro                               |                                                    |
| Cerro Zurquí                                       | 2.010                                              | Cantón de San Isidro                               |                                                    |
| Cerro Achiotillal                                  | 1.882                                              | Distrito Vara Blanca                               |                                                    |
| Cerro Sardinal                                     | 335                                                | Cantón de Sarapiquí                                |                                                    |
| Cerro Astillero                                    | 220                                                | Cantón de Sarapiquí                                |                                                    |

### Hidrografía
La Provincia de Heredia cuenta con dos sistemas hidrográficos: el de la subvertiente Norte y el de la Vertiente del Pacífico. Los ríos de la Subvertiente Norte tiene un drenaje casi total sobre el Río Sarapiquí y este a su vez sobre el Río San Juan de Nicaragua; mientras que otros en menor medida, drenan en el Río Colorado y ambos a su vez, desembocan en el Mar Caribe.
El otro sistema es el de la Vertiente del Pacífico los cuales drenan en el Río Virilla y este a su vez en el Grande de Tárcoles. Unos cuantos como los ríos Itiquís, Tambor y otros pequeños tributarios del río Poás se resumen finalmente en el Poás el cual igualmente es afluente del Grande de Tárcoles.
Algunos de los principales ríos de la provincia de Heredia son:
- Río Virilla

Este río nace en la Cordillera Volcánica Central y pertenece a la Vertiente del Pacífico, el cual vierte sus aguas en el Río Grande de Tárcoles que desemboca en el Océano Pacífico. Es una de las cuencas más importantes de Costa Rica dado que alberga las principales poblaciones del país. Debido a esto, drena la mayoría de las aguas negras del Gran Área Metropolitana, por lo que también es uno de los ríos más contaminados de Costa Rica. 
El río Virilla corre por el extremo sur de la provincia de Heredia sirviendo de límite provincial entre esta y la provincia de San José. Los cantones heredianos que tienen ribera con él son Santo Domingo, Heredia y Belén y existen en la actualidad 6 puentes viales y 2 puentes ferroviarios que cruzan el río entre estas dos provincias. En el año 1922 surgió la Compañía Nacional Hidroeléctrica, S.A., la cual instaló la Planta Hidroeléctrica Electriona sobre el río Virilla entre los cantones de Belén y Santa Ana, con una potencia de 2 720kW.
El 28 de octubre de 1835, en la ribera de este río se dio lugar la decisiva Batalla del río Virilla, que permitió la victoria de las tropas de la ciudad de San José sobre las de Heredia, Alajuela y Cartago, en el marco de la Guerra de la Liga, que consolidó a la primera ciudad como capital del país. Uno de los hechos tristemente célebres de este río fue un importante accidente ferroviario ocurrido el 14 de marzo de 1926, cuando tres vagones del tren se descarrilaron cuando este cruzaba un puente sobre el cañón del río Virilla, cobrando la vida de 248 personas, en la peor tragedia ferroviaria de la historia del país.
- Río Sarapiquí

El Sarapiquí es el río más extenso de la provincia de Heredia con una longitud total de 85Km. Su naciente se encuentra en las estribaciones norte de la Cordillera Volcánica Central entre los volcanes Barva y Poás y desemboca en el Río San Juan en Nicaragua el cual a su vez desemboca en el Mar Caribe. Dentro de la provincia de Heredia recorre el distrito Vara Blanca y el cantón de Sarapiquí que lleva su nombre debido a este río.
El río Sarapiquí ha tenido un importantísimo rol económico, turístico e histórico a nivel nacional. Durante toda la historia colonial y republicana, el Río Sarapiquí fue de gran importancia para el país, ya que por medio de sus aguas los habitantes del Valle Central pudieron abrirse paso hasta el Atlántico, navegando por sus aguas hasta llegar al San Juan y de ahí buscar paso hacia el Mar Caribe, siendo esta la primera vía de transporte entre Costa Rica y Europa. En la actualidad, es una vía de comunicación de suma importancia entre las poblaciones que se asientan cerca de su ribera, permitiendo el traslado de y hacia otras comunidades y permitiéndoles también el traslado de mercadería para su venta.
Debido a la gran biodiversidad que vive en sus alrededores, el clima perfecto y aguas cristalinas de gran caudal hacen la zona muy atractiva para miles de turistas nacionales e internacionales quienes disfruten tours de naturaleza como safaris en balsas o botes de motor, de cultura así como tours de café y de chocolate y por supuesto de aventura como canopy en este paraíso y balsismo en cualquier de las secciones del río, ofreciendo excelentes opciones desde clase I hasta Clase IV extremo.
El río Sarapiquí es considerado patrimonio nacional debido al importante servicio que brindó en año 1856 en el tiempo de la guerra contra los filibusteros en la Campaña del 56-57, siendo el medio de transporte para armas, mercancías y soldados que permitió las victorias en las Batallas de Sardinal y el San Juan. 
Algunos de los principales afluentes del Río Sarapiquí son los ríos Paz, Ángel, Puerto Viejo, Sucio, Sardinal, Toro y el río Ceiba.
- Río Chirripó Norte

El Chirripó Norte se forma por la unión de los ríos Patria y Sucio, dentro del parque nacional Braulio Carrillo, a los pies del Volcán Irazú, luego recorre de sur a norte las llanuras de Sarapiquí por 96 km, hasta confluir con el río Colorado, un brazo del río San Juan, que a su vez desemboca en el Mar Caribe. Sus principales afluentes son los ríos Corinto, Costa Rica, Blanco y Toro Amarillo. El Chirripó Norte presenta un caudal medio de 65.7 m3/s. Su cauce constituye límite natural entre las provincias de Heredia y Limón en los cantones de Sarapiquí y Pococí respectivamente, los cuales a su vez se unen por un puente ferroviario de 460 metros de largo, el más largo de Centroamérica, que cruza el río a la altura de San Cristóbal de Río Frío.
La cuenca del río Chirripó, llamada también cuenca Chirripó-Colorado, presenta un área de 1638 km² y es la cuenca más importante que irriga el norte de la Región Huetar Atlántica de Costa Rica y Sarapiquí, lo cual ayuda de gran manera a la producción de banano que se da en áreas de la provincia, principalmente en Río Frío. Al igual que otros ríos que descienden del Volcán Irazú, el brusco cambio de pendiente que se produce al descender de la cordillera hacia las planicies produce una gran sedimentación que obstruye el cauce del Chirripó, lo que lo hace propenso a inundaciones y abanicos aluviales, y la formación de meandros y lagunas como la laguna Garza, que se halla en el curso del río Chirripó. Históricamente, se destacan dos grandes inundaciones del río Chirripó Norte, ocurridas en 1970 y 1996, que provocaron grandes pérdidas materiales a los pueblos afectados, además de dejarlos incomunicados por varios días. Durante la inundación de 1996, el río socavó las bases del puente ferroviario, dañando seriamente su infraestructura.
- Río Colorado

El río Colorado es un río perteneciente a la sub-vertiente norte de la Vertiente del Caribe que riega el extremo noreste de la Provincia en el cantón de Sarapiquí y que sirve de límite natural entre las provincias de Heredia y Limón. Nace como un brazo del río San Juan, desprendiéndose de este y formando un arco hacia el sureste, dividiéndose luego en dos ramas: el río Colorado propiamente dicho, y el río Caño Bravo, que separan las islas fluviales de Brava y Calero. Ambos ríos, finalmente, desembocan en un delta en el Mar Caribe. Un proceso natural de aluvionamiento surtió cambios profundos, arrastrando en el río San Juan una gran cantidad de sedimentos en su parte terminal en un período que va de los años 1840 a 1850 probablemente, o incluso anterior a ello, haciendo que la mayor parte del caudal del Río San Juan (de jurisdicción nicaragüense) se desviara al Río Colorado (de jurisdicción costarricense).
La única comunidad herediana que tiene ribera sobre el Colorado es el poblado de Delta de Sarapiquí el cual cuenta con una delegación de policial muy cerca de la bifurcación del Río San Juan y del Río Colorado. El río continúa rodeando la Barra del Colorado, formando pequeñas lagunas a su lado como la Laguna Garza
- Río Segundo

El Río Segundo nace en las laderas del sur del Volcán Barva y cumple el rol de límite natural entre la provincia de Heredia con la provincia de Alajuela entre los cantones de Belén y central de Alajuela respectivamente.
Ríos de la provincia de Heredia según vertiente y otros ríos de importancia:
| Ríos de la Provincia de Heredia por Vertiente | Ríos de la Provincia de Heredia por Vertiente |
| --------------------------------------------- | --------------------------------------------- |
| Vertiente Norte                               | Vertiente del Pacífico                        |
| Río Sarapiquí                                 | Río Virilla                                   |
| Río Colorado                                  | Río Segundo                                   |
| Río Chirripó Norte                            | Río Ciruelas                                  |
| Río Sucio                                     | Río Pirro                                     |
| Río San Fernando                              | Río Bermúdez                                  |
| Río Sardinal                                  | Río Burío                                     |
| Río Arrayanes                                 | Río Tibás                                     |
| Río General                                   | Río Tures                                     |
| Río Patria                                    | Río Pará                                      |
| Río Volcán                                    | Río Paracito                                  |
| Río Puerto Viejo                              | Río Porrosatí                                 |
| Río San Rafael                                | Río Lajas                                     |
| Río San José                                  | Río Turales                                   |
| Río Peje                                      | Río Zanjón                                    |
| Río Toro                                      | Río Tambor                                    |
| Río Cuarto                                    | Río Guararí                                   |
| Río San Ramón                                 | Río Macarrón                                  |
| Río Tirimbina                                 | Río Agrá                                      |
| Río Pozo Azul                                 | Río Potrerillos                               |
| Río Bijagual                                  | Río Tranqueras                                |

## División administrativa

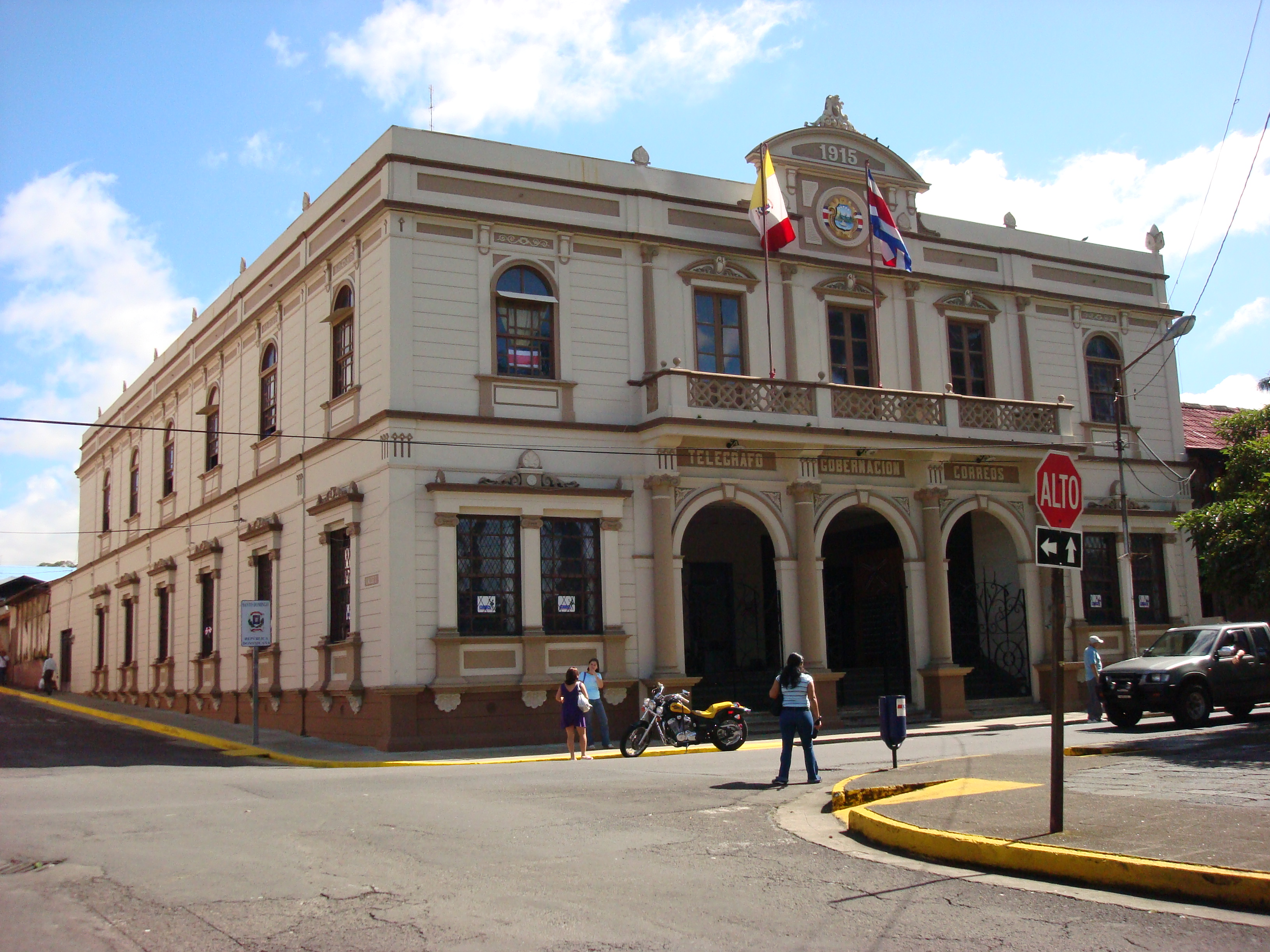
Edificio de Correos. Cantón de Heredia.

La provincia de Heredia está dividida en 10 cantones los cuales a su vez están divididos en 47 distritos.
De los diez cantones, el cantón también llamado Heredia presenta la particularidad de no ser contiguo (amarillo en el mapa). Su distrito de Vara Blanca se encuentra al sur del cantón de Sarapiquí.
El cantón más extenso es Sarapiquí con 2150,5 km² (su superficie representa el 80,5% de la extensión total de la provincia) mientras que el cantón más pequeño es Flores con apenas 6,96 km² (representando el 1,8% de la provincia) siendo a su vez, el cantón más pequeño de todo el país. De la misma forma, el distrito de Barva es el más pequeño de toda Costa Rica.
Excepto por el cantón de Sarapiquí y el distrito de Vara Blanca todos los demás cantones de la provincia forman parte del Área Metropolitana del Valle Central. No obstante, pese a ser las zonas más grandes de toda la provincia, la mayor parte de la población de Heredia se encuentra ubicada en los 9 cantones ubicados al sur.

### Cantones de la Provincia de Heredia
| Cantón        | Extensión    | Población    | Cabecera de cantón | Distritos                                                                                       |
| Heredia       | 282,60 km²   | 123 616 hab. | Heredia            | Heredia - Mercedes - San Francisco - Ulloa - Vara Blanca                                        |
| Barva         | 53,80 km²    | 40 660 hab.  | Barva              | Barva - San Pedro - San Pablo - San Roque - Santa Lucía - San José de la Montaña - Puente Salas |
| Santo Domingo | 24.84 km²    | 40 072 hab.  | Santo Domingo      | Santo Domingo - San Vicente - San Miguel - Paracito - Santo Tomás - Santa Rosa - Tures - Pará   |
| Santa Bárbara | 53,21 km²    | 36 243 hab.  | Santa Bárbara      | Santa Bárbara - San Pedro - San Juan - Jesús - Santo Domingo - Purabá                           |
| San Rafael    | 48,39 km²    | 45 965 hab.  | San Rafael         | San Rafael - San Josecito - Santiago - Los Ángeles - Concepción                                 |
| San Isidro    | 26,96 km²    | 20 633 hab.  | San Isidro         | San Isidro - San José - Concepción - San Francisco                                              |
| Belén         | 12,15 km²    | 21 633 hab.  | San Antonio        | San Antonio - La Ribera - La Asunción                                                           |
| Flores        | 6,96 km²     | 20 037 hab.  | San Joaquín        | San Joaquín - Barrantes - Llorente                                                              |
| San Pablo     | 7,53 km²     | 27 671 hab.  | San Pablo          | San Pablo - Rincón de Sabanilla                                                                 |
| Sarapiquí     | 2.140,54 km² | 57 147 hab.  | Puerto Viejo       | Puerto Viejo - La Virgen - Horquetas - Llanuras del Gaspar - Cureña                             |

## Demografía
Según el censo del año 2011 realizado por el Instituto Nacional de Estadística y Censo (INEC), la población total de la provincia de Heredia era de 433.677 habitantes de los cuales 222.431 eran mujeres y 211.246 eran hombres. El 86% de la población es considerada como población urbana. En ese mismo censo se determinó que había 122.410 viviendas ocupadas, de las cuales, el 73,9% se encontraban en buen estado y en 3,9% de las viviendas se detectó problemas de hacinamiento.
Otros datos demográficos:
- Alfabetismo: 98,4%
- Escolaridad promedio: 9,8 años.
- Población nacida en el extranjero: 10,0%

### Desarrollo Social en la Provincia de Heredia
| Evolución del Índice de Desarrollo Humano (IDH) en la provincia de Heredia | Evolución del Índice de Desarrollo Humano (IDH) en la provincia de Heredia | Evolución del Índice de Desarrollo Humano (IDH) en la provincia de Heredia | Evolución del Índice de Desarrollo Humano (IDH) en la provincia de Heredia | Evolución del Índice de Desarrollo Humano (IDH) en la provincia de Heredia | Evolución del Índice de Desarrollo Humano (IDH) en la provincia de Heredia | Evolución del Índice de Desarrollo Humano (IDH) en la provincia de Heredia |
| -------------------------------------------------------------------------- | -------------------------------------------------------------------------- | -------------------------------------------------------------------------- | -------------------------------------------------------------------------- | -------------------------------------------------------------------------- | -------------------------------------------------------------------------- | -------------------------------------------------------------------------- |
| Cantón                                                                     | Puntaje Año 2007                                                           | Posición Nacional                                                          | Puntaje Año 2009                                                           | Posición Nacional                                                          | Puntaje Año 2011                                                           | Posición Nacional                                                          |
| Heredia                                                                    | 0.840                                                                      | 11                                                                         | 0.827                                                                      | 18                                                                         | 0.822                                                                      | 22                                                                         |
| Barva                                                                      | 0.838                                                                      | 12                                                                         | 0.816                                                                      | 22                                                                         | 0.829                                                                      | 20                                                                         |
| Santo Domingo                                                              | 0.918                                                                      | 2                                                                          | 0.929                                                                      | 2                                                                          | 0.961                                                                      | 1                                                                          |
| Santa Bárbara                                                              | 0.817                                                                      | 15                                                                         | 0.796                                                                      | 28                                                                         | 0.814                                                                      | 23                                                                         |
| San Rafael                                                                 | 0.849                                                                      | 9                                                                          | 0.863                                                                      | 9                                                                          | 0.885                                                                      | 9                                                                          |
| San Isidro                                                                 | 0.886                                                                      | 7                                                                          | 0.860                                                                      | 10                                                                         | 0.863                                                                      | 11                                                                         |
| Belén                                                                      | 0.903                                                                      | 4                                                                          | 0.898                                                                      | 5                                                                          | 0.932                                                                      | 2                                                                          |
| Flores                                                                     | 0.908                                                                      | 3                                                                          | 0.873                                                                      | 7                                                                          | 0.919                                                                      | 5                                                                          |
| San Pablo                                                                  | 0.828                                                                      | 13                                                                         | 0.870                                                                      | 8                                                                          | 0.919                                                                      | 8                                                                          |
| Sarapiquí                                                                  | 0.659                                                                      | 72                                                                         | 0.644                                                                      | 77                                                                         | 0.655                                                                      | 77                                                                         |

## Política

### Gobiernos locales de la Provincia de Heredia
| Alcaldes y Presidentes Municipales de la Provincia de Heredia | Alcaldes y Presidentes Municipales de la Provincia de Heredia | Alcaldes y Presidentes Municipales de la Provincia de Heredia | Alcaldes y Presidentes Municipales de la Provincia de Heredia | Alcaldes y Presidentes Municipales de la Provincia de Heredia |
| ------------------------------------------------------------- | ------------------------------------------------------------- | ------------------------------------------------------------- | ------------------------------------------------------------- | ------------------------------------------------------------- |
| Cantón                                                        | Alcalde                                                       | Partido Político                                              | Presidente Municipal                                          | Partido Político                                              |
| Heredia                                                       | José Manuel Ulate Avendaño                                    | PLN                                                           | Manrique Chavez Borbon                                        | PLN                                                           |
| Barva                                                         | Claudio Segura Sánchez                                        | FA                                                            | Damáris Zárate Murillo                                        | PUSC                                                          |
| Santo Domingo                                                 | Randall Madrigal                                              | PLN                                                           | Abel Chacón Zamora                                            | ML                                                            |
| Santa Bárbara                                                 | Melvin Alfaro Salas                                           | PLN                                                           | Venus Gutiérrez Alfaro                                        | PLN                                                           |
| San Rafael                                                    | Verny Valerio                                                 | PLN                                                           | Carlos Rodríguez Chavez                                       | ML                                                            |
| San Isidro                                                    | Melvin Villalobos Argüello                                    | PLN                                                           | Rolando Zamora Villalobos                                     | PAC                                                           |
| Belén                                                         | Horacio Martín Alvarado Bogantes                              | PUSC                                                          | Desiderio Solano Moya                                         | PIBE                                                          |
| Flores                                                        | Gerardo Antonio Rojas Barrantes                               | PLN                                                           | Mayela Maritza González Camacho                               | PUSC                                                          |
| San Pablo                                                     | Aracelly Salas Eduarte                                        | PUSC                                                          | Lucía Montoya Quesada                                         | PAC                                                           |
| Sarapiquí                                                     | Pedro Rojas Guzmán                                            | PLN                                                           | Carlos Bejarano Rodríguez                                     | PRC                                                           |

### Heredia en la política nacional
Desde el año 2012 la Provincia de Heredia ganó un diputado para las elecciones legislativas nacionales. Antes del año 2012, Heredia podía sacar 5 diputados nacionales; sin embargo el Tribunal Supremo de Elecciones (TSE) con base en el último resultado del Censo Nacional del año 2011, Heredia ganó 1 diputado pudiendo elegir ahora 6 diputados que velen por sus intereses. Esta curul de más la ganó a costas de una curul que perdió la provincia de San José.
| Diputados Nacionales por la Provincia de Heredia (Período 2014-2018) | Diputados Nacionales por la Provincia de Heredia (Período 2014-2018) | Diputados Nacionales por la Provincia de Heredia (Período 2014-2018) |
| -------------------------------------------------------------------- | -------------------------------------------------------------------- | -------------------------------------------------------------------- |
| Diputado                                                             | Partido Político                                                     | Cantón de Procedencia                                                |
| Henry Manuel Mora Jiménez                                            | PAC                                                                  | Heredia                                                              |
| Marlene Madrigal Flores                                              | PAC                                                                  | Heredia                                                              |
| Ronny Monge Salas                                                    | PLN                                                                  | Heredia                                                              |
| María Lorelly Trejos Salas                                           | PLN                                                                  | Heredia                                                              |
| José Antonio Ramírez Aguilar                                         | FA                                                                   | Barva                                                                |
| William Gerardo Alvarado Bogantes                                    | PUSC                                                                 | Belén                                                                |

## Economía
La actividad económica en la Provincia de Heredia es muy variada según la zona y cantón. En tiempos pasados, Heredia al igual que la mayor parte de toda Costa Rica dependía únicamente del sector primario enfocado a la producción y exportación del café a mercados como el estadounidense y europeo principalmente. En la actualidad grandes extensiones de terreno dedicadas al cultivo de café han ido cediendo su espacio ante desarrollos residenciales, comerciales e industriales; aun así, el café continúa representando una de las mayores actividades agrícolas del sur de la provincia de Heredia. En las zonas altas, la ganadería, así como el cultivo de fresas ha sido una de las principales actividades mientras que al norte de la provincia se ha dado un fuerte desarrollo en la producción del banano y más recientemente, de la piña. Otros productos que se cultivan en Heredia son el palmito, cítricos, frijol, champiñones, caña de azúcar, entre otros. El Centro Nacional de Distribución de Alimentos (CENADA) se ubica en Heredia.
En la actualidad, la provincia de Heredia es sede de grandes compañía transnacionales que han ayudado a dinamizar la economía costarricense generando cientos de puestos de trabajo. Otro rubro en el cambio del panorama de la provincia ha sido el desarrollo residencial tanto vertical como en condominios.

### Agricultura
- Café

La provincia de Heredia aún cuenta con un considerable número de terreno dedicado a la producción del café; estos se encuentran ubicados principalmente en la zona sur y central de la provincia. Según el Instituto Nacional del Café de Costa Rica (icafé), en la provincia de Heredia para el año 2012 existían aún 4.969,30 hectáreas de terreno dedicadas a la producción del grano siendo Santa Bárbara el cantón que más hectáreas dedicaba a esta actividad y Sarapiquí la que menos. A continuación se ve una tabla que muestra el total de hectáreas por cantón, dedicadas a la producción de café en la Provincia de Heredia.
Varias compañías encargadas del proceso del café están aseantadas en la Provincia de Heredia. La sede central de Café Britt está ubicada en Mercedes Norte en el cantón central de Heredia; esta compañía cuenta con más de 90 tiendas de destino en 7 países diferentes, además de diseñar la mayoría de sus productos e integrar todos sus canales físicos y virtuales. La empresa opera en Costa Rica, México, Perú, Chile, Estados Unidos, Curaçao, Antigua y Barbuda, Nueva Caledonia y República Dominicana siendo todo un referente del café costarricense.
| Hectáreas dedicadas a la producción de café | Hectáreas dedicadas a la producción de café |
| ------------------------------------------- | ------------------------------------------- |
| Cantón                                      | No. de Hectáreas                            |
| 1- Santa Bárbara                            | 1.345,40                                    |
| 2- Santo Domingo                            | 852,20                                      |
| 3- Barva                                    | 844,30                                      |
| 4- San Rafael                               | 684,60                                      |
| 5- San Isidro                               | 451,50                                      |
| 6- Heredia                                  | 365,40                                      |
| 7- San Pablo                                | 266,30                                      |
| 8- Flores                                   | 98,60                                       |
| 9- Belén                                    | 58,60                                       |
| 10- Sarapiquí                               | 2,30                                        |
| Total                                       | 4,969.30                                    |

- Fresa

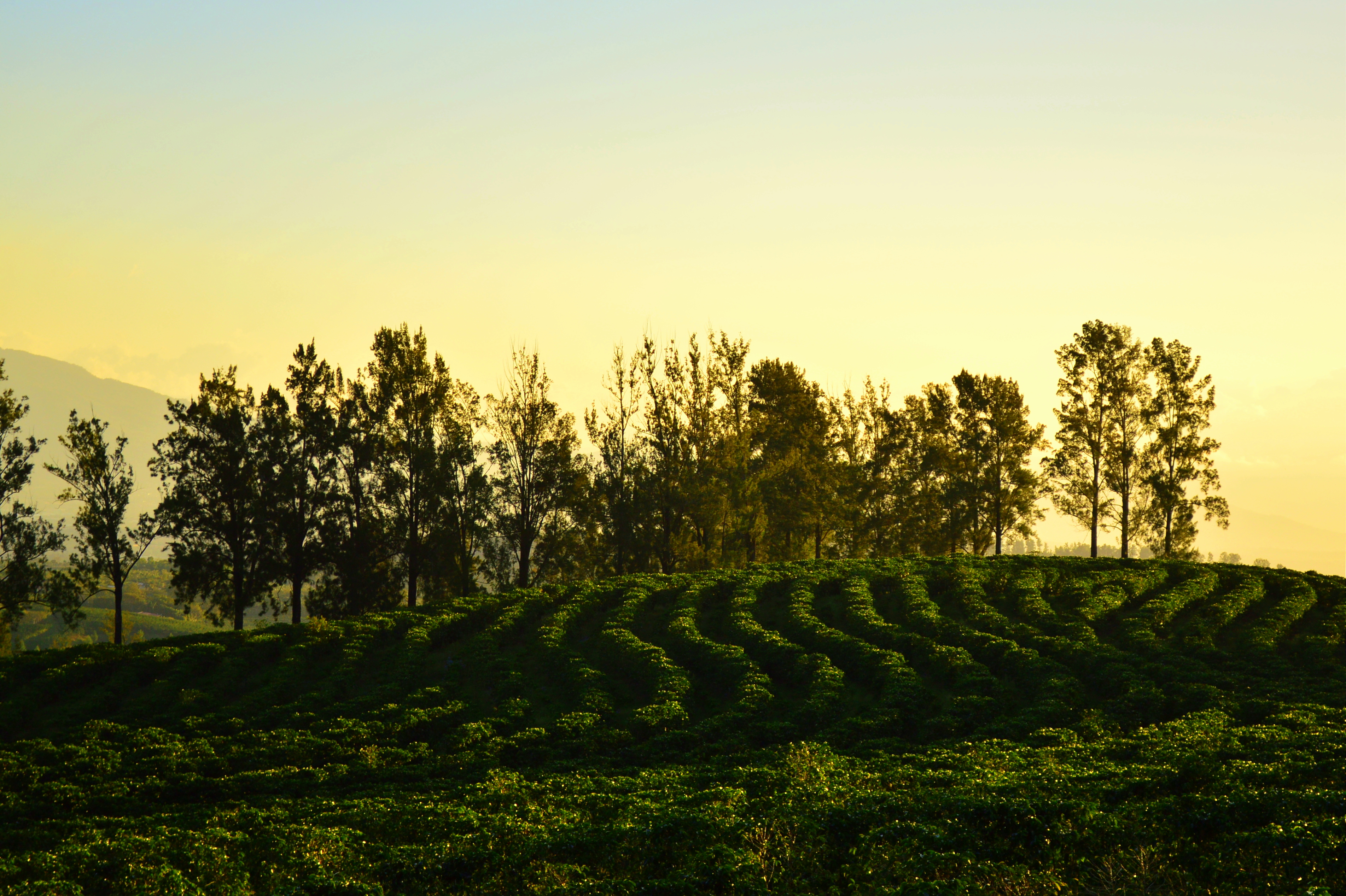
Cafetal en Chahuites de Santa Bárbara de Heredia

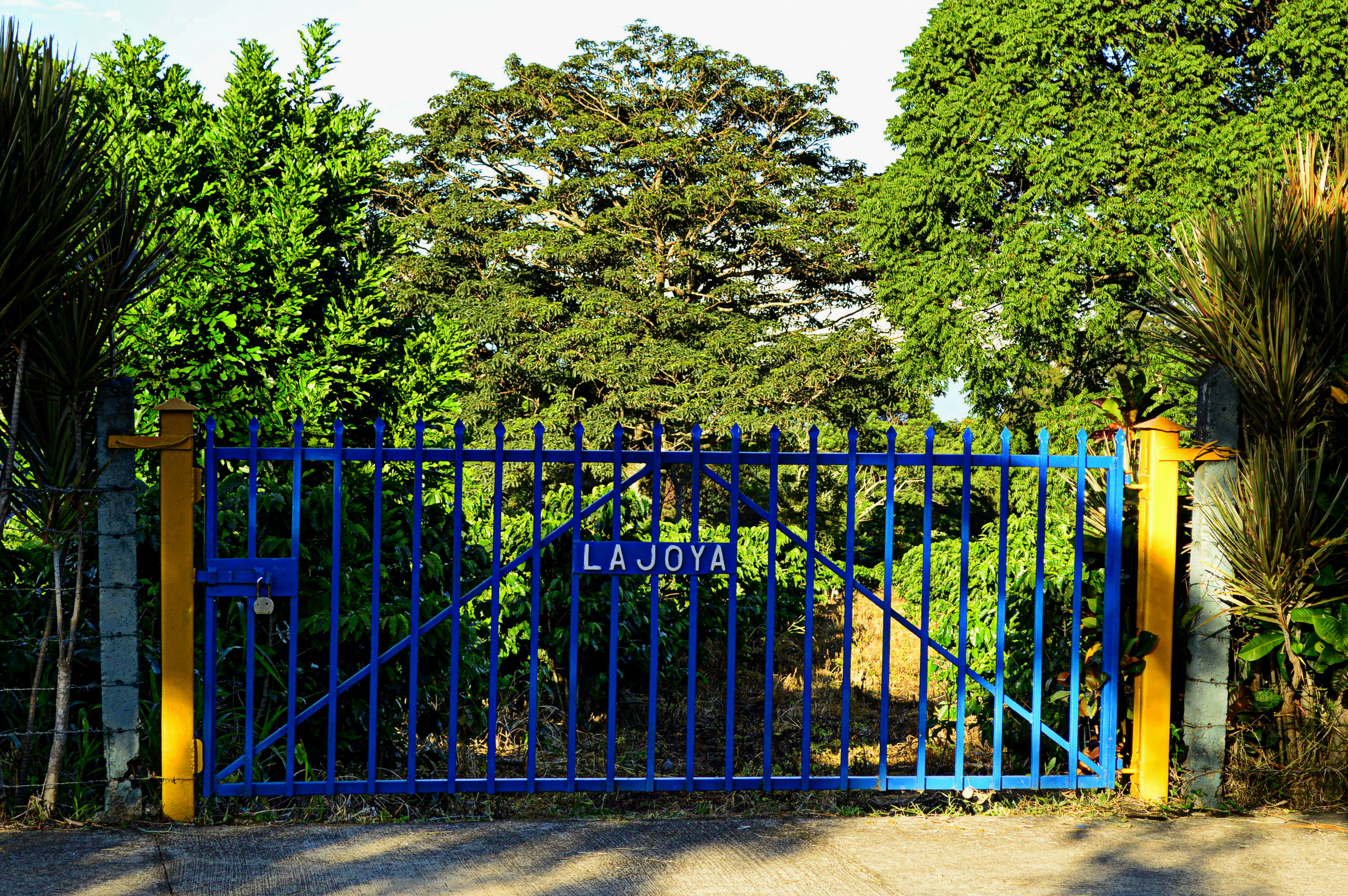
Finca cafetalera en San Lorenzo de Flores, Heredia

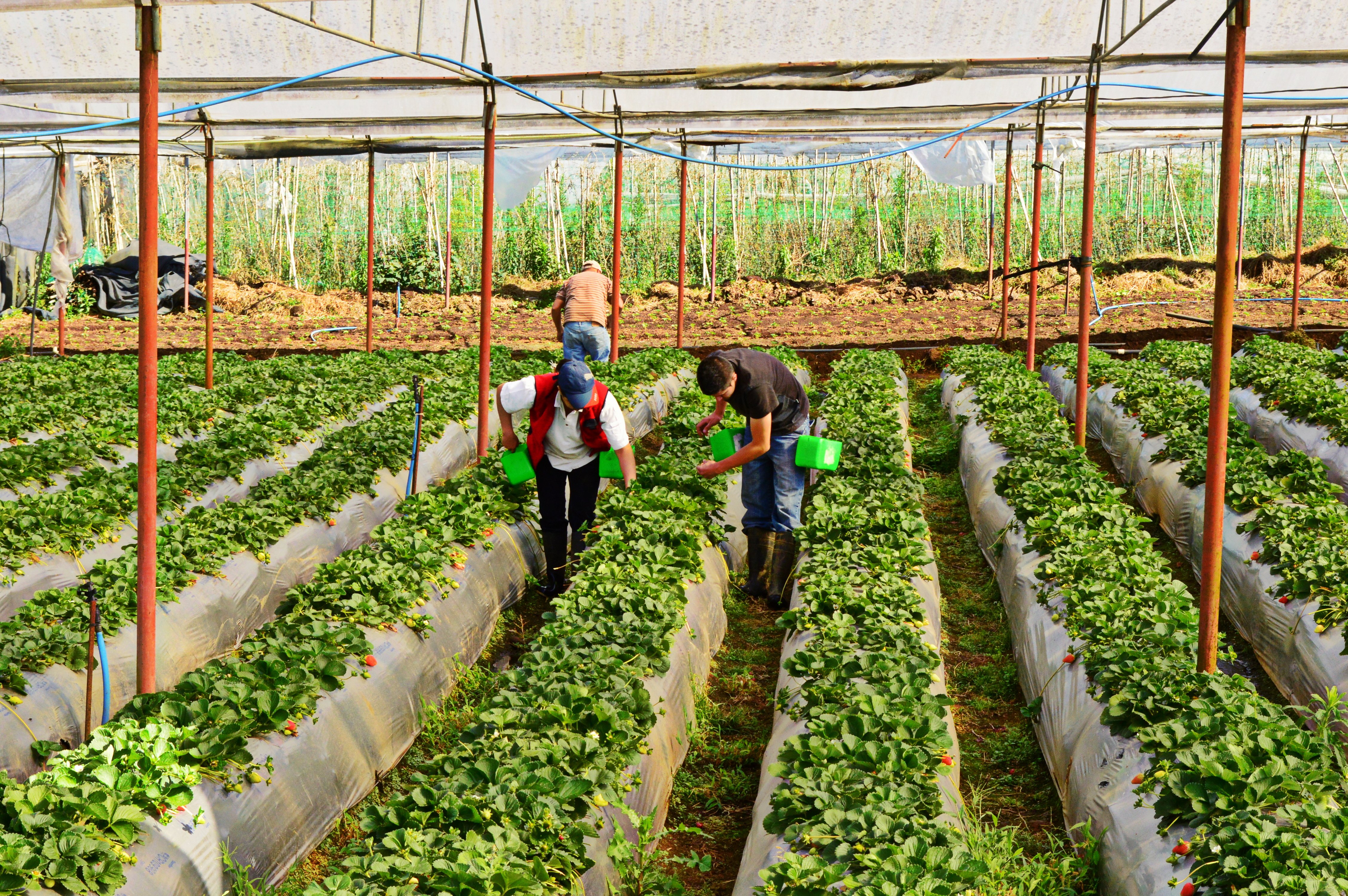
Recogiendo fresas en Vara Blanca de Heredia

El cultivo de fresas es un rubro de suma importancia en los distritos de Vara Blanca y San José de la Montaña donde se ha convertido en una de las principales actividades económicas de la región. En Vara Blanca existen alrededor de dos millones de plantas de fresa. En esta zona, los habitantes están dedicados a la producción de leche y especialmente de fresas. Se estima que hay alrededor de 25 productores de esta fruta en esta región, donde cada uno produce unos 500 kilos de fresas al año.
En la actualidad, Vara Blanca cuenta incluso con la Feria Nacional de la Fresa en la cual, los productores de esta fruta pueden ofrecer al visitante esta fruta, así como productor elaborados a base de fresa tales como yogures, jaleas, vinos, pasteles, galletas, etc.
Actualmente, la provincia de Heredia (principalmente los distritos Vara Blanca y San José de la Montaña) está encargada del 22% de la producción de fresa del país siendo así, la segunda provincia en producción de esta fruta, por detrás de Alajuela y por delante de San José y Cartago. En Heredia existen actualmente más de 26 hectáreas de terreno dedicadas a este fin.
De esta producción la mayor parte acaba en las Ferias del Agricultor, un porcentaje elevado también termina en fábricas como El Ángel, Hortifrutti o Cerro Blanco. Vara Blanca ha comenzado con proyectos para hacer de la fruta un punto de desarrollo para el turismo rural comunitario realizando "tour de fresas" a los visitantes nacionales y extranjeros.
- Banano

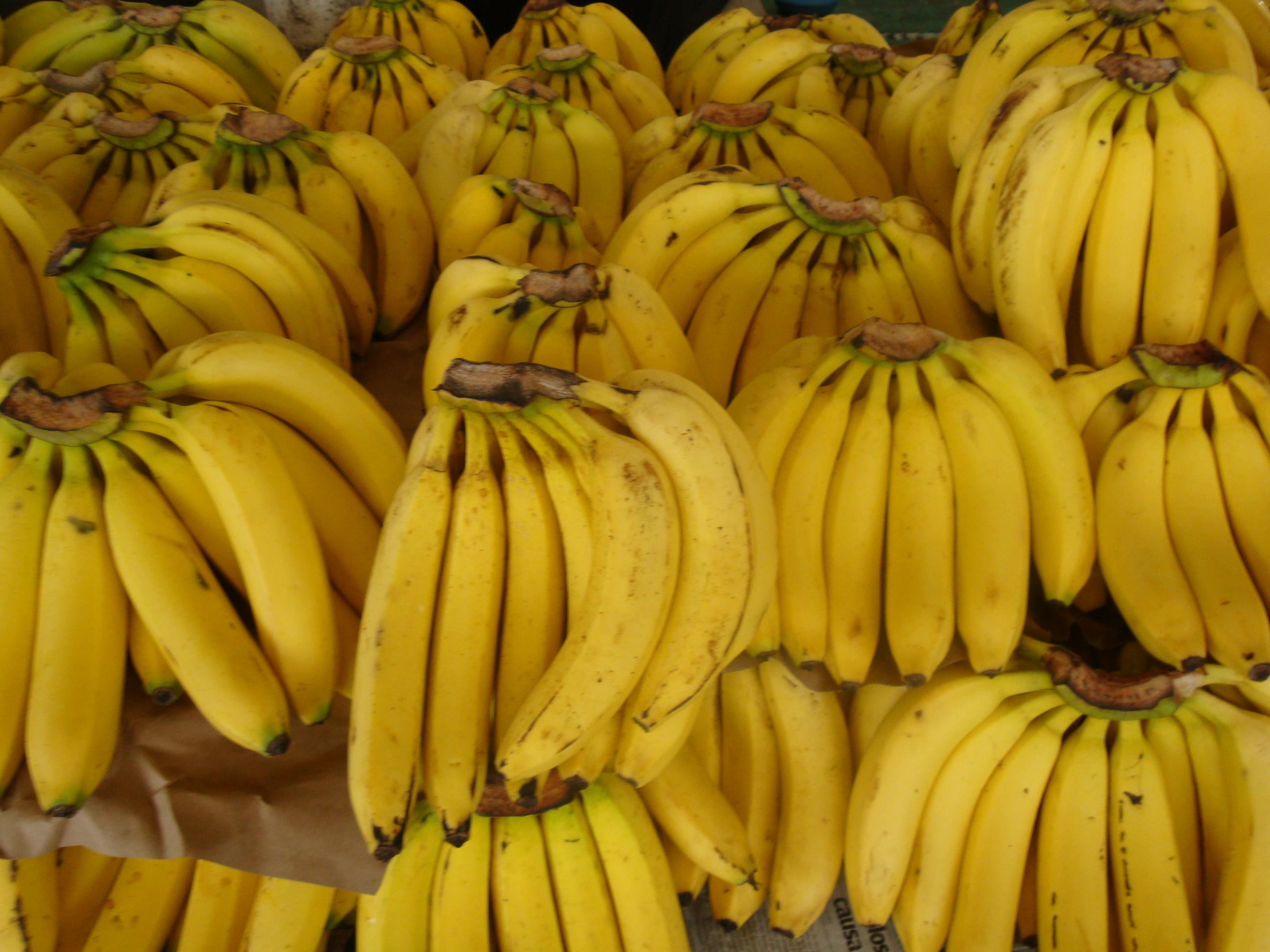
El banano es uno de los principales productos de la provincia de Heredia

El banano ha jugado un rol muy importante en la economía de Costa Rica. La provincia de Heredia ha sido uno de los principales puntos en la producción de esta fruta junto con la provincia de Limón. El cantón de Sarapiquí ha sido el principal punto de desarrollo para las fincas bananeras y aunque la producción de piña ha venido ganando fuerza en esta región, el banano continúa representando un fuerte.
| Datos de la producción de banano en la Provincia de Heredia | Datos de la producción de banano en la Provincia de Heredia | Datos de la producción de banano en la Provincia de Heredia | Datos de la producción de banano en la Provincia de Heredia |
| ----------------------------------------------------------- | ----------------------------------------------------------- | ----------------------------------------------------------- | ----------------------------------------------------------- |
| Año                                                         | No. de Cajas producidas                                     | No. de Hectáreas                                            | Productividad (cajas/hectáreas)                             |
| 2000                                                        | 13.226.903                                                  | 6.347                                                       | 2.084                                                       |
| 2005                                                        | 14.315.033                                                  | 6.079                                                       | 2.355                                                       |
| 2012                                                        | 13.666.350                                                  | 5.619                                                       | 2.432                                                       |

- Piña

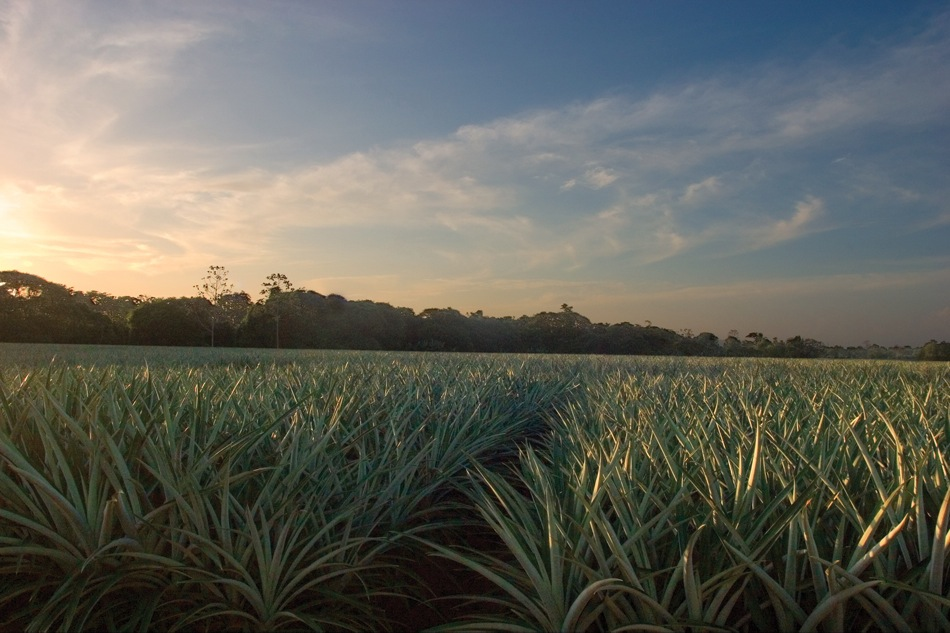
Piñeras en Sarapiquí, Heredia

La piña ha sido un cultivo que ha venido ganando fuerza en la provincia de Heredia. Para el año 2009, el cantón de Sarapiquí reportaba cerca de 3000 hectáreas dedicadas a la siembra de este producto siendo después de San Carlos, el mayor productor de piña en la Zona Norte del país; en Sarapiquí se desarrolla especialmente en los distritos de La Virgen y Horquetas y su frontera agrícola sigue en aumento. En el año 2013 a nivel nacional, Costa Rica reportaba un incremento del 7% en sus exportaciones siendo sus principales destinos Estados Unidos, Holanda, Reino Unido, Italia, Bélgica, España, Portugal, Irlanda, Rusia, Canadá, entre otros.
Entre las principales piñeras en la provincia de Heredia están Nueva Veragua, Transunion y CORSICANA. En la actualidad, varias de las compañías dedicasas a la producción de piña en Sarapiquí han incursionado en la producción de piña orgánica.
A nivel nacional, de acuerdo con información brindada por el Ministerio de Agricultura y Ganadería (MAG), el número de hectáreas sembradas de piña aumentó un 287,5% entre el 2000 y el 2010. Hoy el área llega a 46.000 hectáreas en toda Costa Rica.

### Turismo
El sector turismo tiene mucha fuerza en la provincia de Heredia que aprovecha la belleza escénica de sus montañas así como el espeso bosque y ríos de su zona norte aprovechando tanto al turismo de negocios como al ecoturismo.

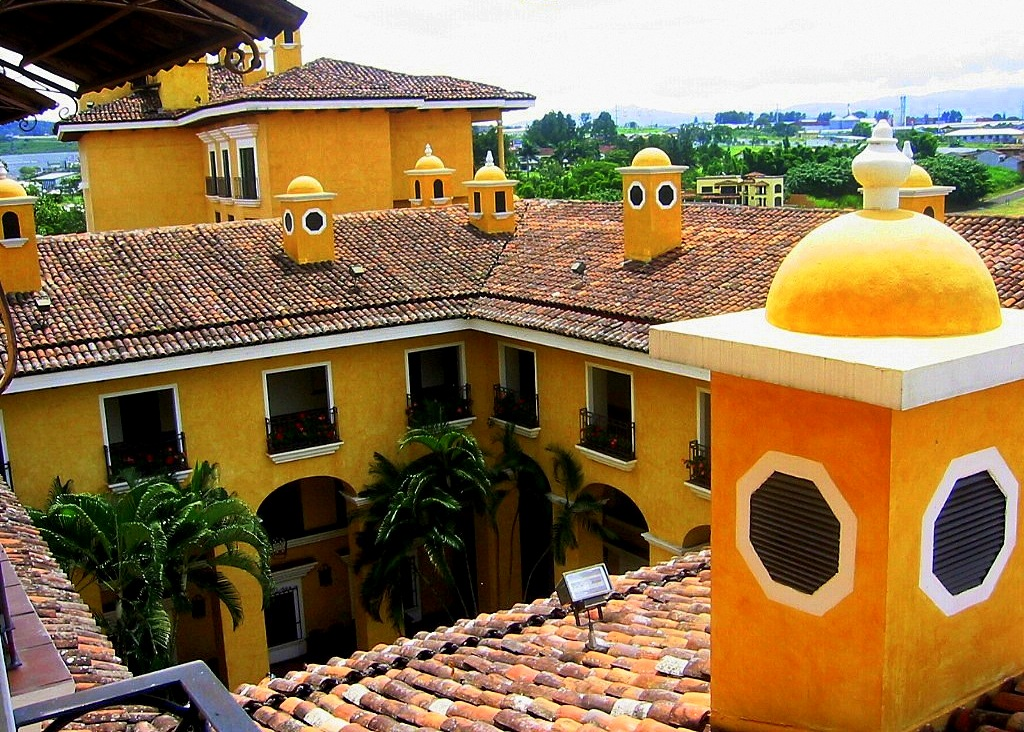
Hotel Marriott en La Ribera de Belén, Heredia

El sur de la provincia enfoca principalmente a los 9 cantones del sur de la provincia donde la mayor parte del turismo es ejecutivo o bien turismo de montaña. La cercanía que tiene Heredia con la ciudad de San José, el Aeropuerto Internacional Juan Santamaría las cuales están unidas por la Autopista General Cañas y la ruta 3, así como su cercanía con otros centros de negocios importantes como Santa Ana o Escazú, han hecho de Heredia todo un imán para grandes cadenas de hoteles de índoles internacional; aquí están ubicados los hoteles Marriott, Wyndham, Hilton, City Express, los cuales están enfocados principalmente a la atención del turista de negocios. En la zona sur se encuentran hoteles como el Hotel Bougainvillea ubicado en Santo Domingo de Heredia; en el centro de la Ciudad de Heredia se encuentran hoteles como el Hotel América, Hotel Valladolid, entre otros.
La zona montañosa de Heredia tiene una gran variedad de atractivos turísticos así como opciones de hospedaje desde hoteles hasta cabañas las cuales son frecuentadas tanto por turistas nacionales como extranjeros que desean pasar un tiempo en medio de la naturaleza y un clima más fresco típico de las zonas altas del Valle Central de Costa Rica. Entre los principales atractivos turísticos de la zona montañosa herediana están el Monte de la Cruz, el Bosque de la Hoja, el parque nacional Braulio Carrillo Sector Volcán Barva, Cerro Dantas, Bosque Caricias, Canopy Aventuras Zurquí, etc. Algunos de los hoteles más conocidos de esta zona son La Condesa y El Tirol, ambos ubicados en el cantón de San Rafael, las cabañas y chalets son más comunes, entre ellas están La Ardillas, Cabañas Tamarak, ambos en Barva. La región de Vara Blanca ofrece opciones como el Poás Volcano Lodge o el Hotel Caciquita que aprovechan la cercanía al Volcán Poás así como a La Paz Waterfall Gardens como atractivos.
El cantón de Sarapiquí tiene una gran importancia en el sector ecoturístico siendo todo un referente a nivel nacional por los atractivos que ofrece. El balsismo y el kayaking en las aguas del Río Sarapiquí son muy frecuentadas por turistas nacionales y extranjeros, varias empresas giran alrededor de esta actividad los cuales ofrecen distintos paquetes de actividades en la región. El Canopy es otro deporte de aventura extendido en el cantón.
Al ser Sarapiquí una zona tan rica en flora y fauna, es también un destino frecuentado para quienes gustan de la observación de aves. En este sector se ubica la Estación Biológica La Selva la cual se dedica principalmente a estudios por lo que la hace un lugar atractivo para quienes llevan a cabo estudios e investigaciones científicas. Lugares como Rara Avis, el Mirador Prendas, el Lago Jalapa, la Barra del Colorado, la Tirimbina son algunos de los varios destinos turísticos que ofrece el norte de Heredia.

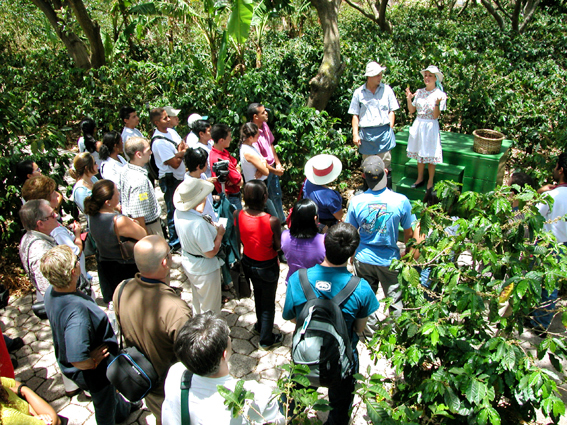
Tour de Café Britt en Mercedes Norte de Heredia

Entre las opciones hoteleras que se ofrecen en el cantón de Sarapiquí están el Hotel Sueño Azul, Albergue Selva Verde, Hotel La Quinta, Sarapiqui Rainforest Lodge, etc.
Entre las actividades agroturísticas sobresale el CoffeeTour que realiza Café Britt el cual, abrió sus puertas en 1991 ofreciendo una forma entretenida e informativa de experimentar los orígenes del café gourmet. Café Britt comparte muchos de los secretos del café gourmet de Costa Rica y las más profundas tradiciones, con visitantes de todo el mundo.
La plantación y tour de Café Britt se ha convertido en una de las mayores atracciones turísticas de Costa Rica, con más de 500,000 visitantes desde amateurs, verdaderos conocedores de café y viajeros de negocios.
La Finca Corsicana en La Virgen de Sarapiquí dedicada a la producción de piña también ofrece un tour de piña orgánica donde el recorrido se inicia a través de una plantación de piña en una confortable carreta diseñada para este fin, en el que se observaran las áreas silvestres protegidas, dándole al turista una receta histórica de la piña y explicación de la morfología y desarrollo de la planta.
Luego se pasa a visitar la empacadora para conocer el proceso de empaque de la fruta y después el área de producción de piña ornamental. Al final el turista puede degustar un refrigerio incluyendo piña colada.

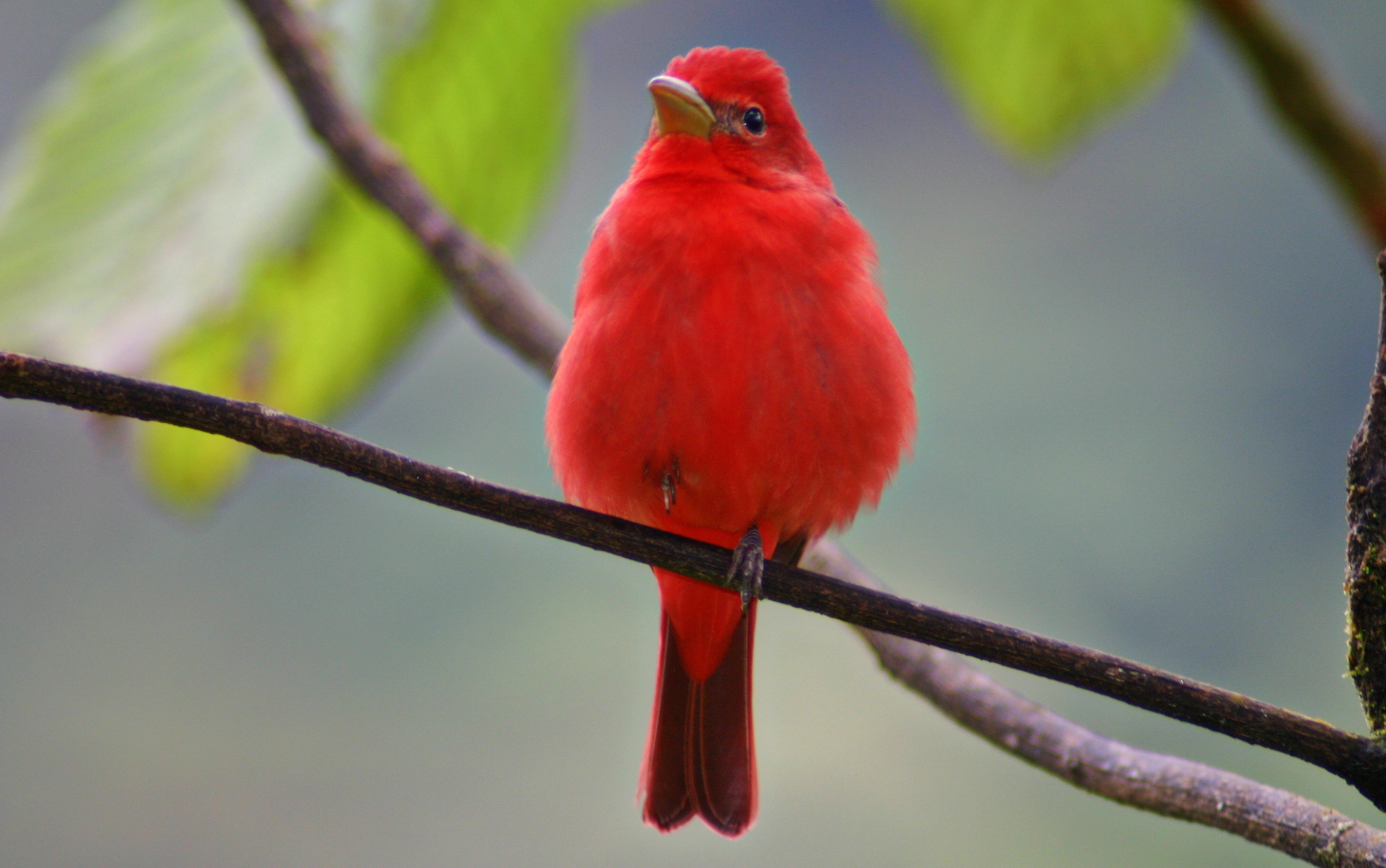
Sarapiquí es un destino ideal para la observación de aves
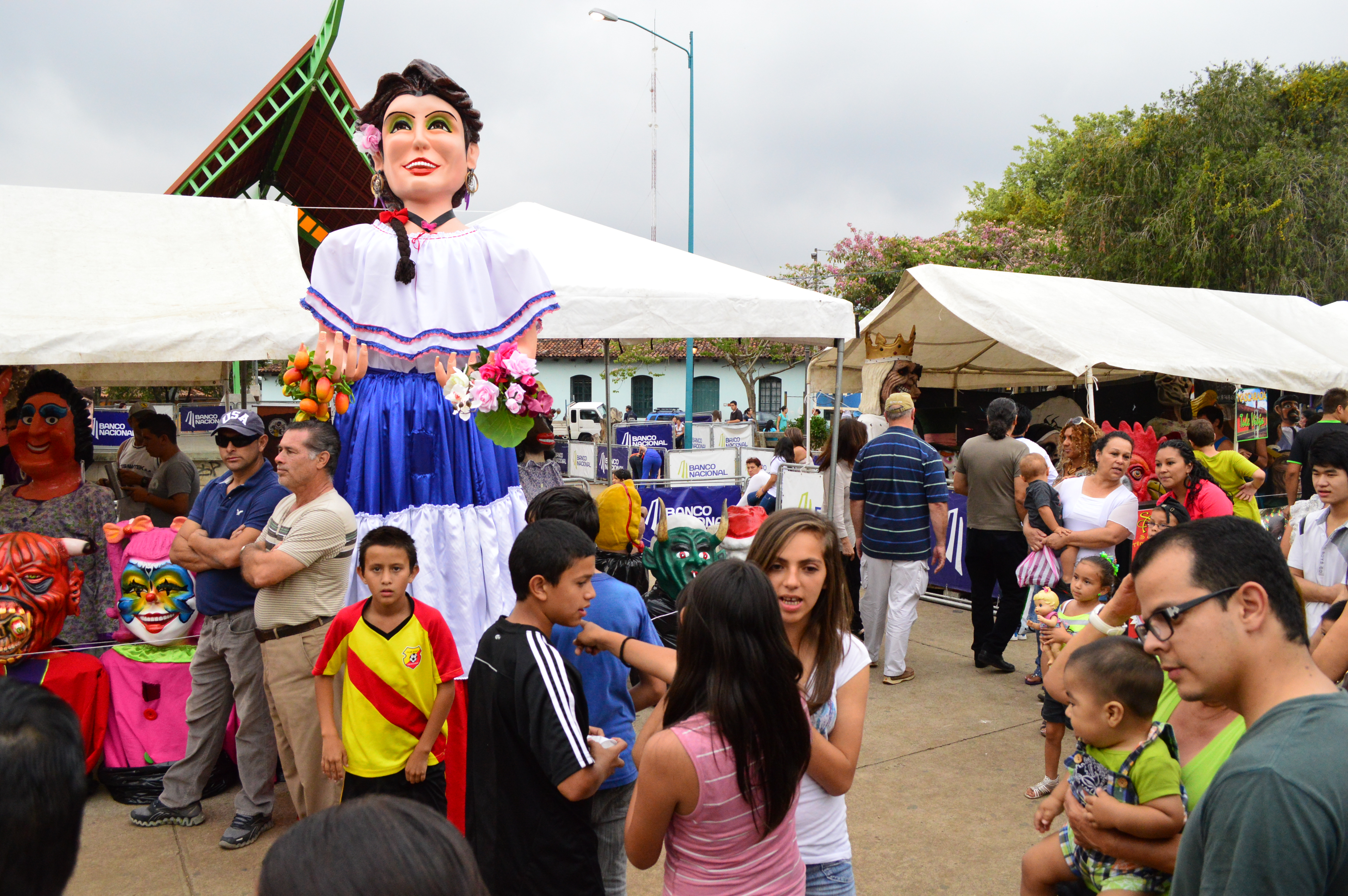
La Feria Nacional de la Mascarada atrae turistas nacionales y extranjeros cada año
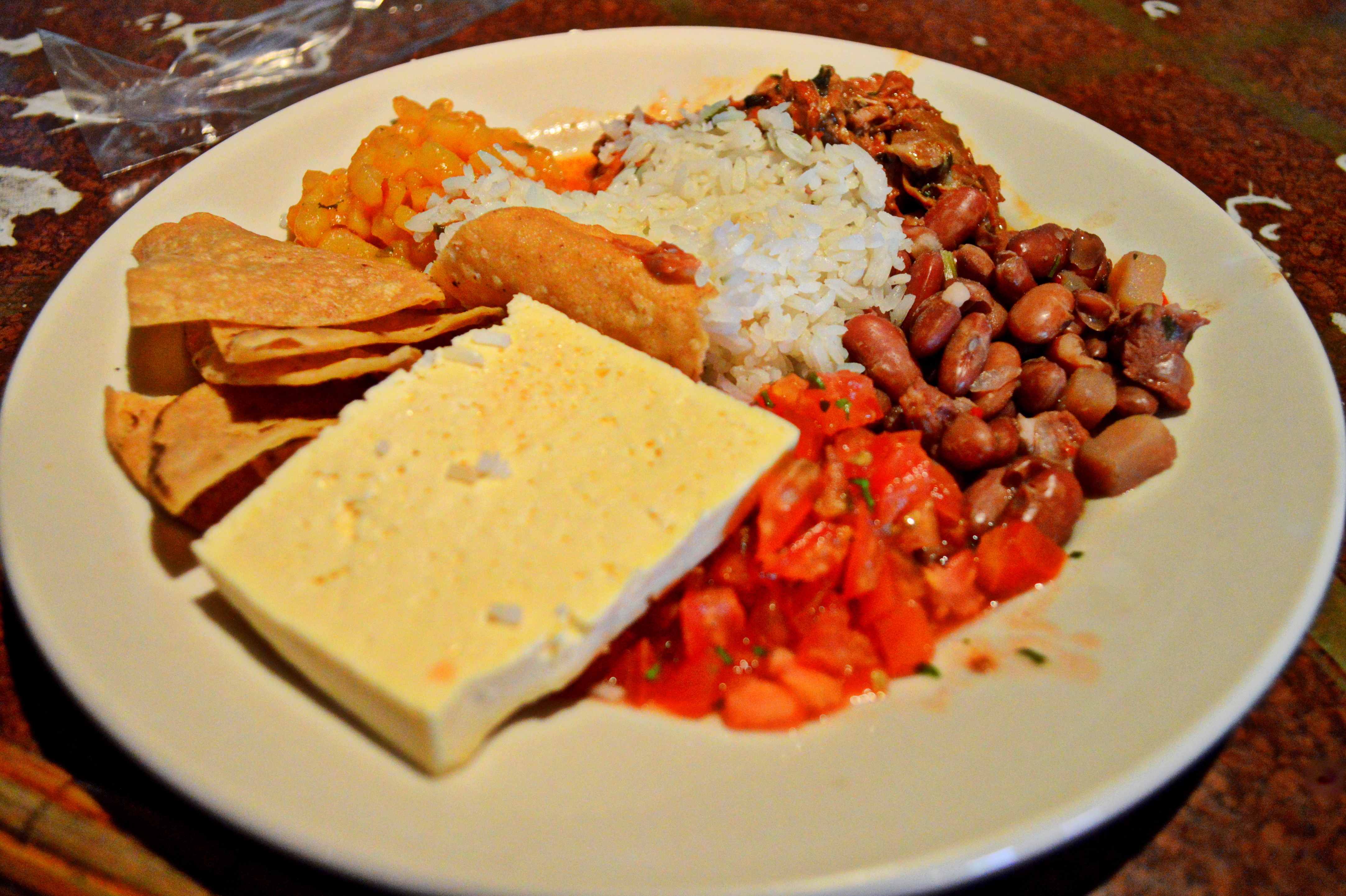
Muchas personas visitan las zonas altas de Heredia por su carne de ternero, típica de la zona

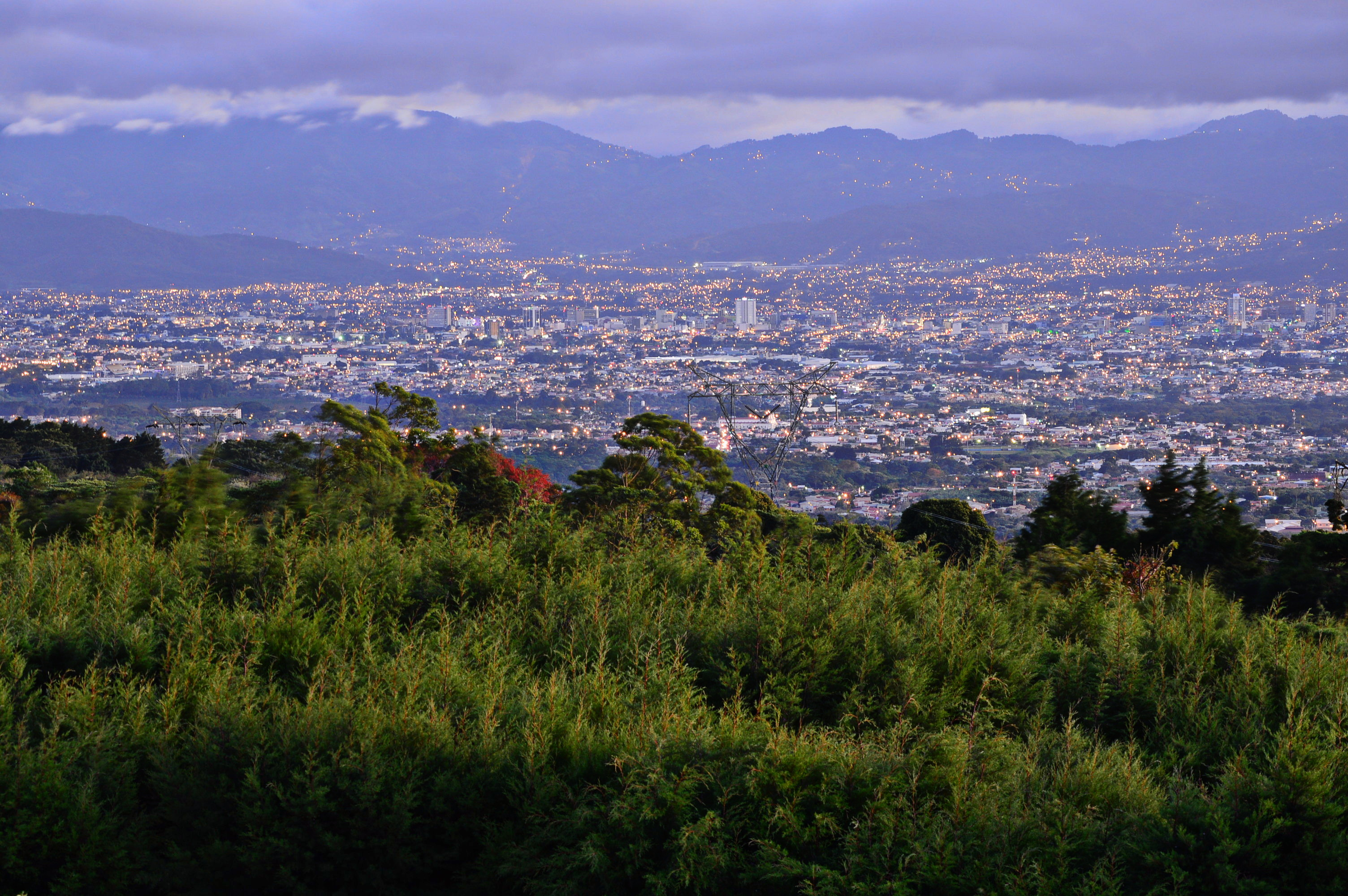
Las montañas de Heredia atraen a quienes quieren disfrutar vistas panorámicas del Valle Central
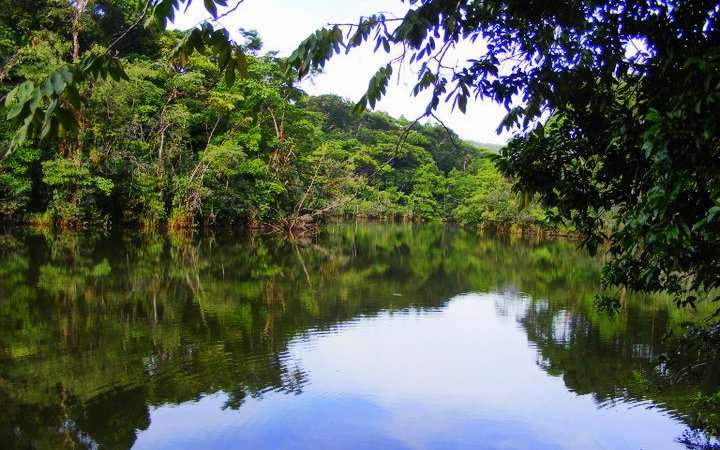
El Lago Jalapa en Sarapiquí es un destino para los amantes del ecoturismo
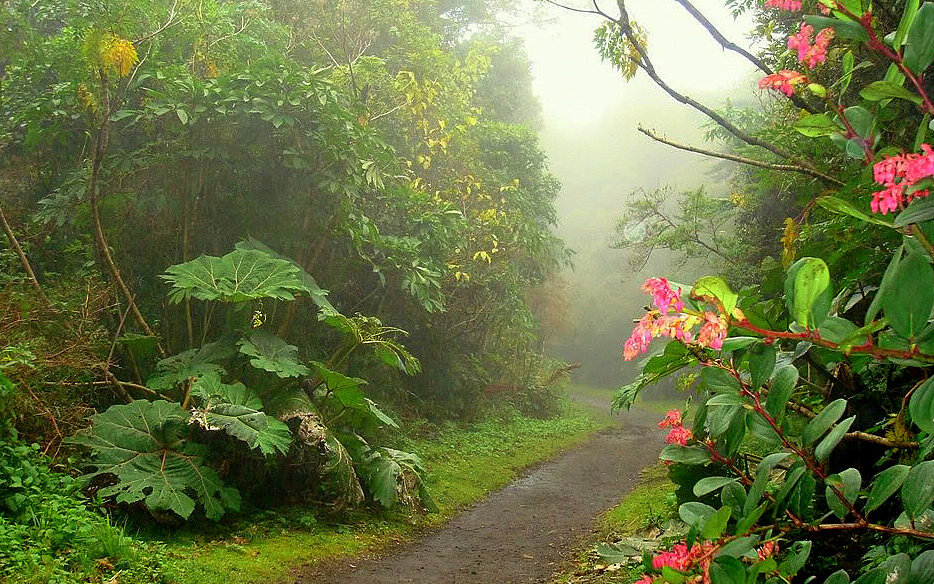
El Parque Nacional Braulio Carrillo Sector Volcán Barva es un lugar muy visitado por quienes hacen caminata de montaña
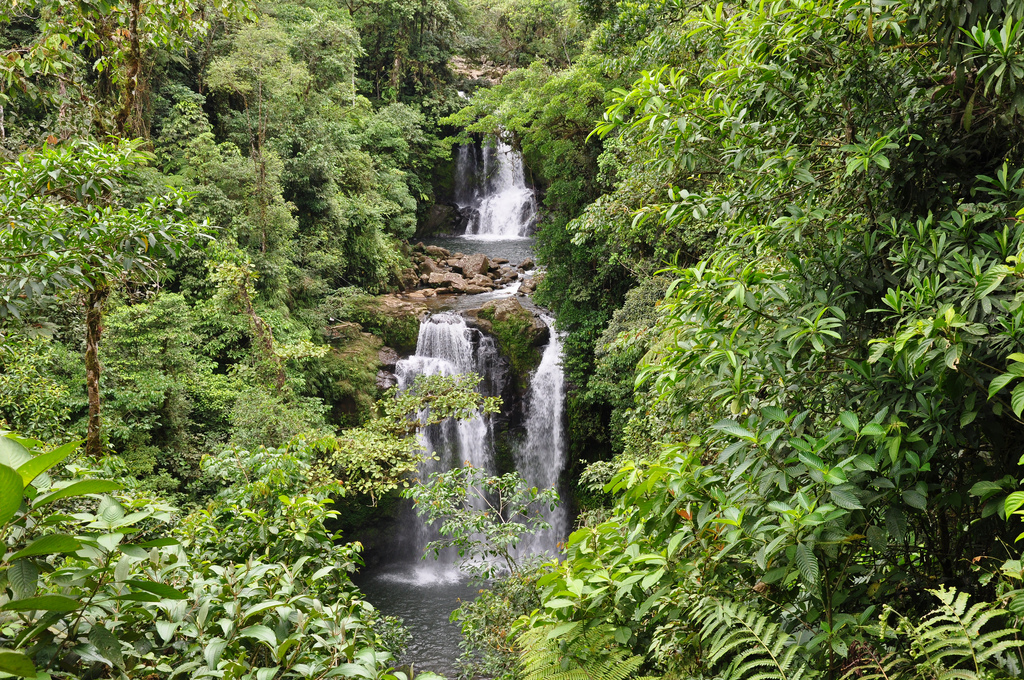
La Catarata Rara Avis se encuentra en el Parque Nacional Braulio Carrillo en el cantón de Sarapiquí
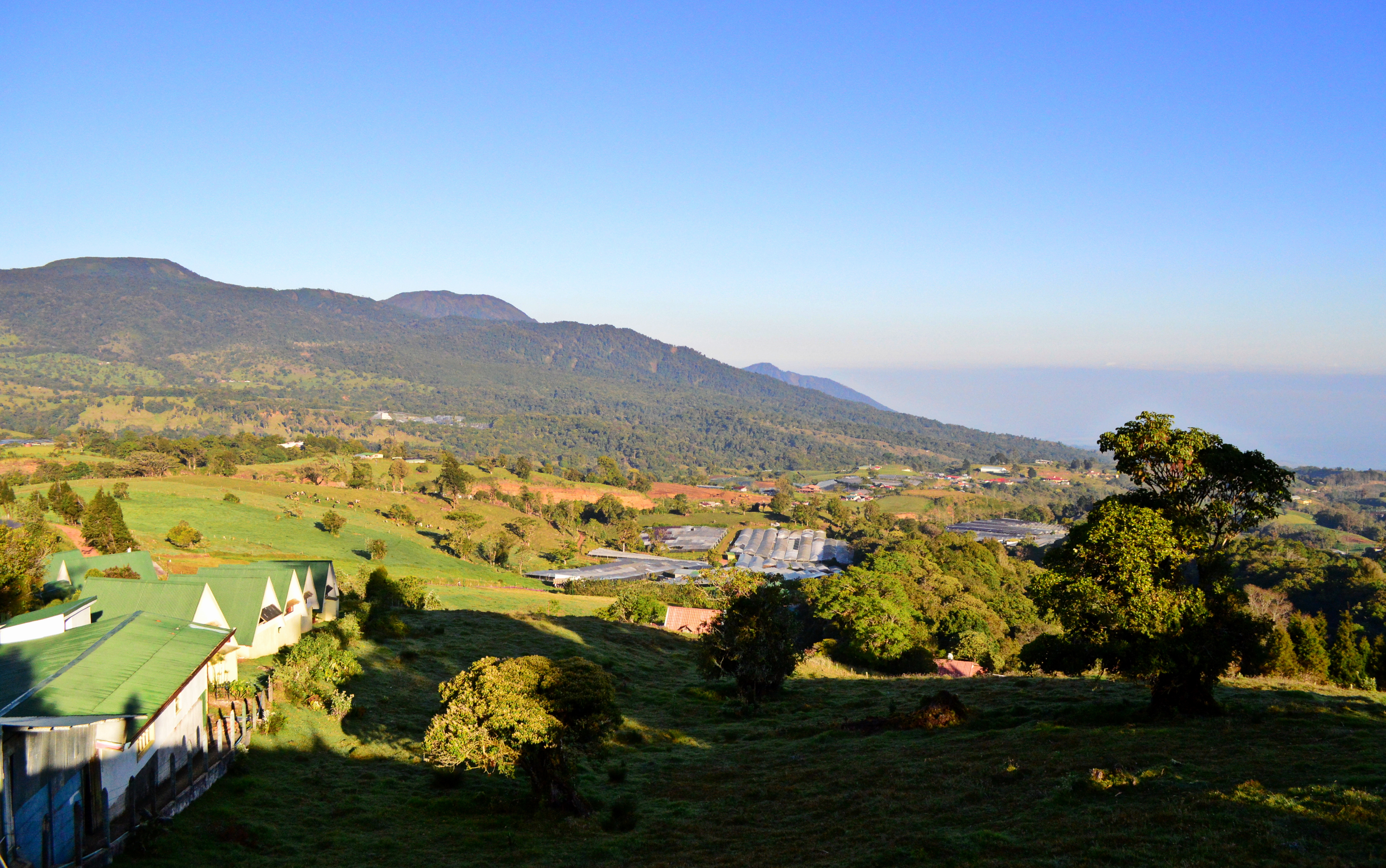
Vara Blanca es una región muy visitada por turistas debido a los atractivos naturales y escénicos que hay en la zona

### Industria y Comercio

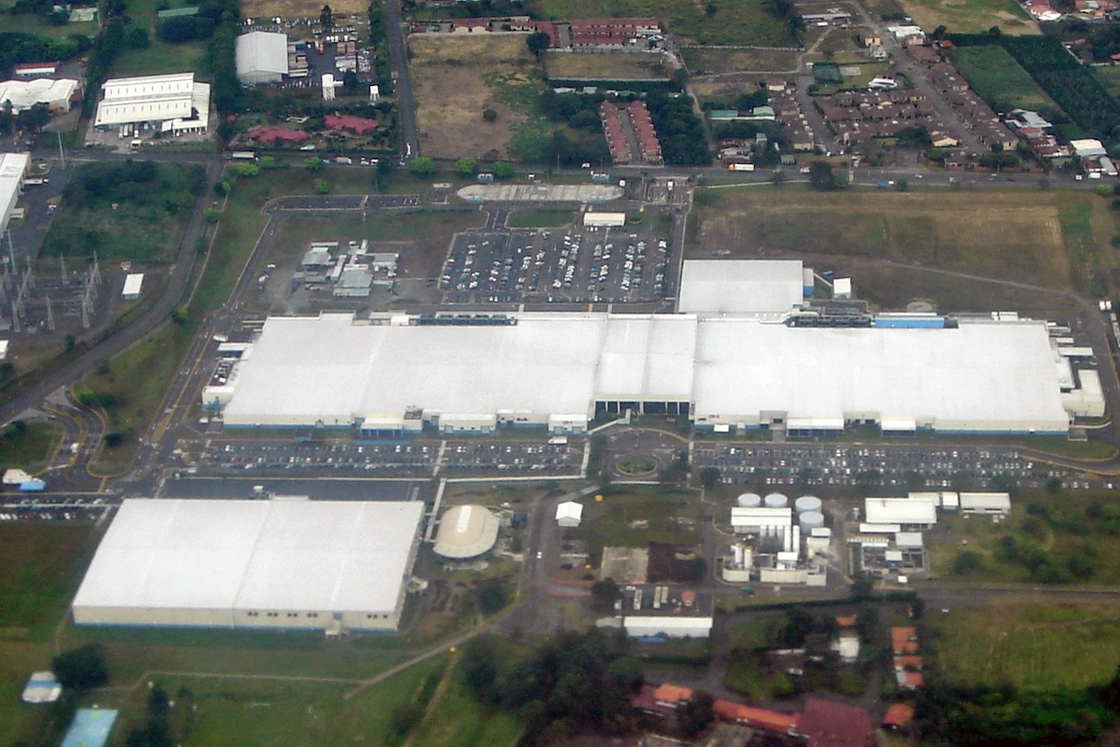
Planta de Intel ubicada en La Ribera de Belén, Heredia

En la provincia de Heredia se han asentado una gran cantidad de empresas trans y multinacionales aprovechando la posición estratégica que se encuentra cerca tanto de San José como del Aeropuerto Internacional Juan Santamaría que están unidas a su vez por la Autopista General Cañas la cual pasa entre los cantones de Heredia y Belén. Es justamente en estos 2 cantones donde se ubican una gran cantidad de empresas, muchas de ellas en régimen de Zonas Francas; de ellas a mencionar se encuentran:
- Global Park
- Ultra Park
- Ultra Park 2
- Ultralag
- Zona Franca Metropolitana
- Zona Franca América
- BATCCA Park
- Eurocenter
- Tribu
- Intel

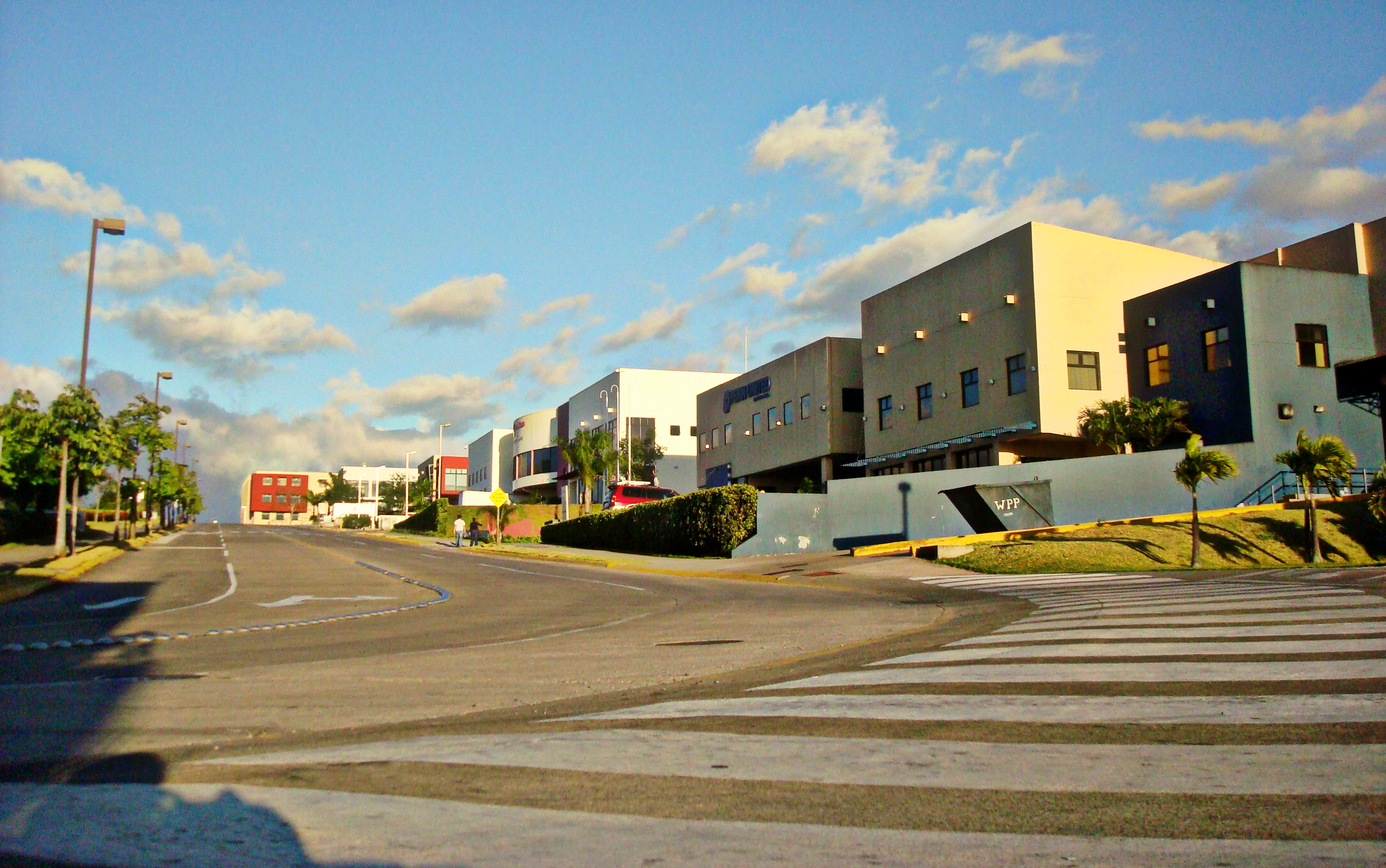
Global Park en La Aurora de Heredia
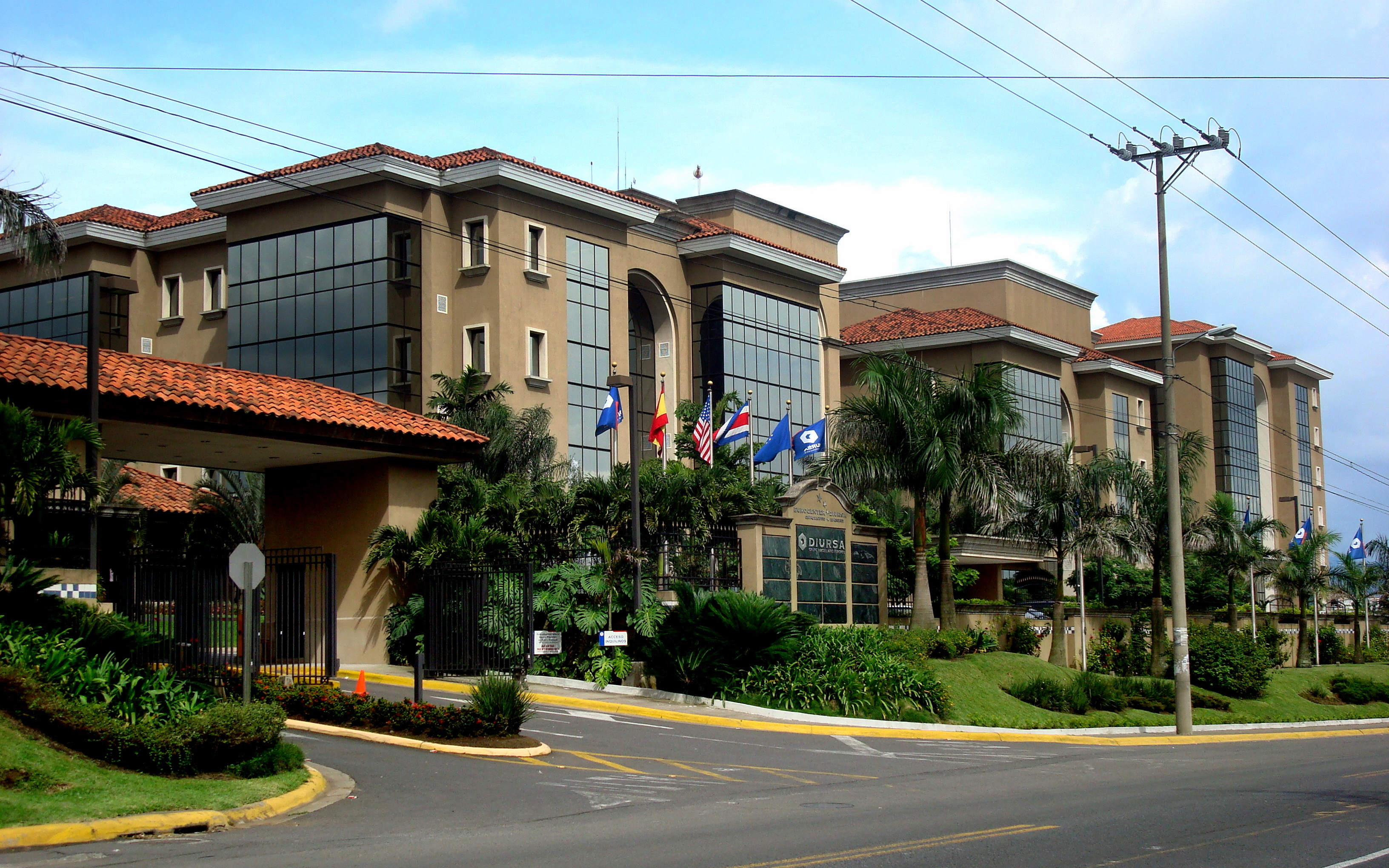
Eurocenter en Barreal de Heredia
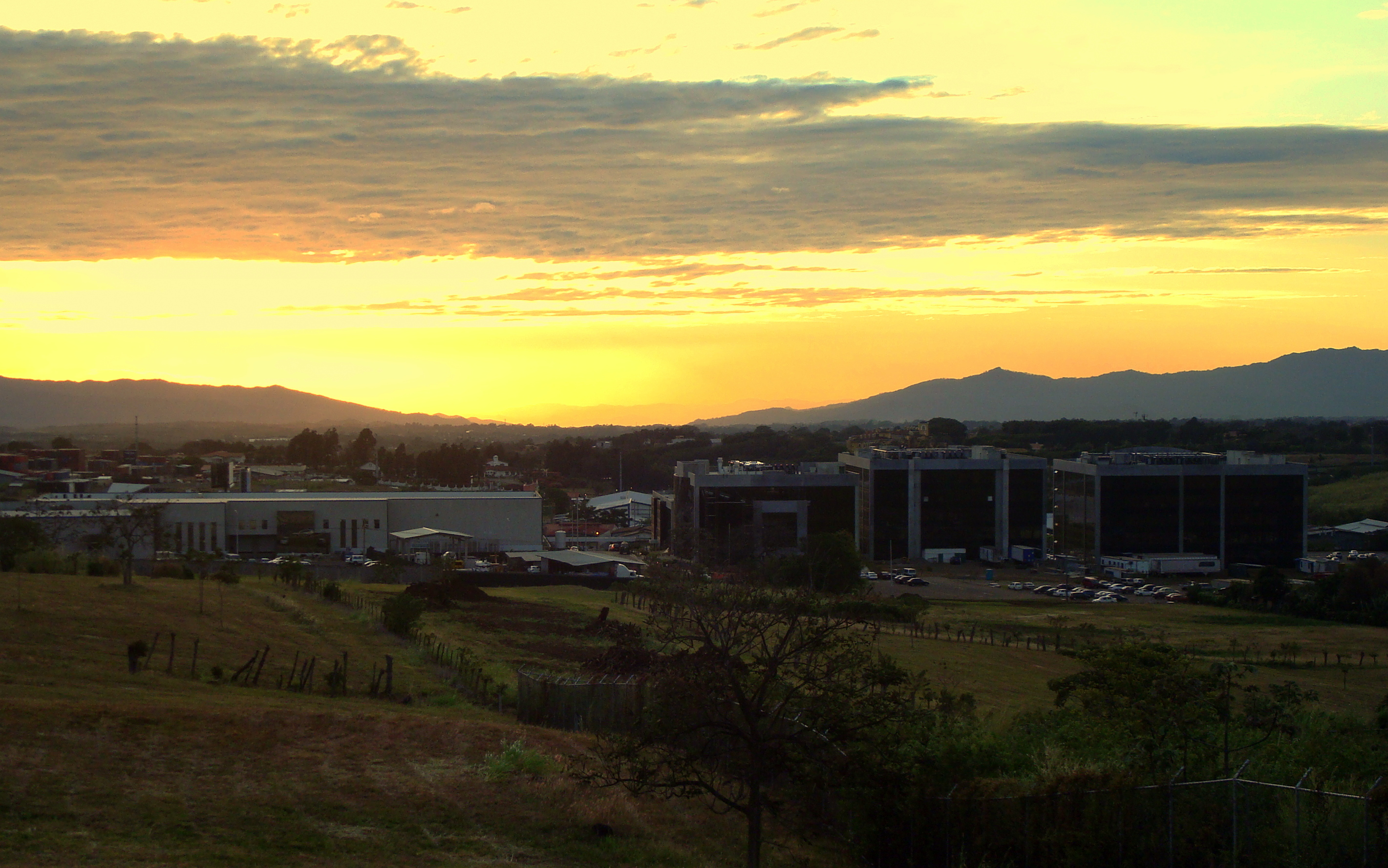
Zona Franca América, Heredia

Dentro de estas zonas y fuera de ellas se asientan una gran cantidad de empresas tanto nacionales como internacionales; algunas a mencionar son la Firestone, Amanco, Pipasa, EPA, Kimberly-Clark, Pedregal, Belca, Intel, Lizano, Unilever, Trimpot, Sykes, Hewlett Packard, International Business Machines (IBM), Hospira, Amazon, National Instruments, Accenture, Boston Scientific, Café Britt, Convergys, Dell, DHL, Diursa, Experian, Fujitsu, Language Line, Pfizer, Florida, Cervecería Costa Rica, etc.
En Heredia se ubican importantes centros de comerciales como Mall Paseo de las Flores, Oxígeno y el Plaza Real Cariari promoviendo el crecimiento económico local.

## Parques nacionales y áreas protegidas.
La provincia de Heredia tiene buena parte de su territorio dedicado a la conservación del medio ambiente. La provincia cuenta con tres Zonas Protectoras, dos Humedales, dos Reservas Forestales y un parque nacional.

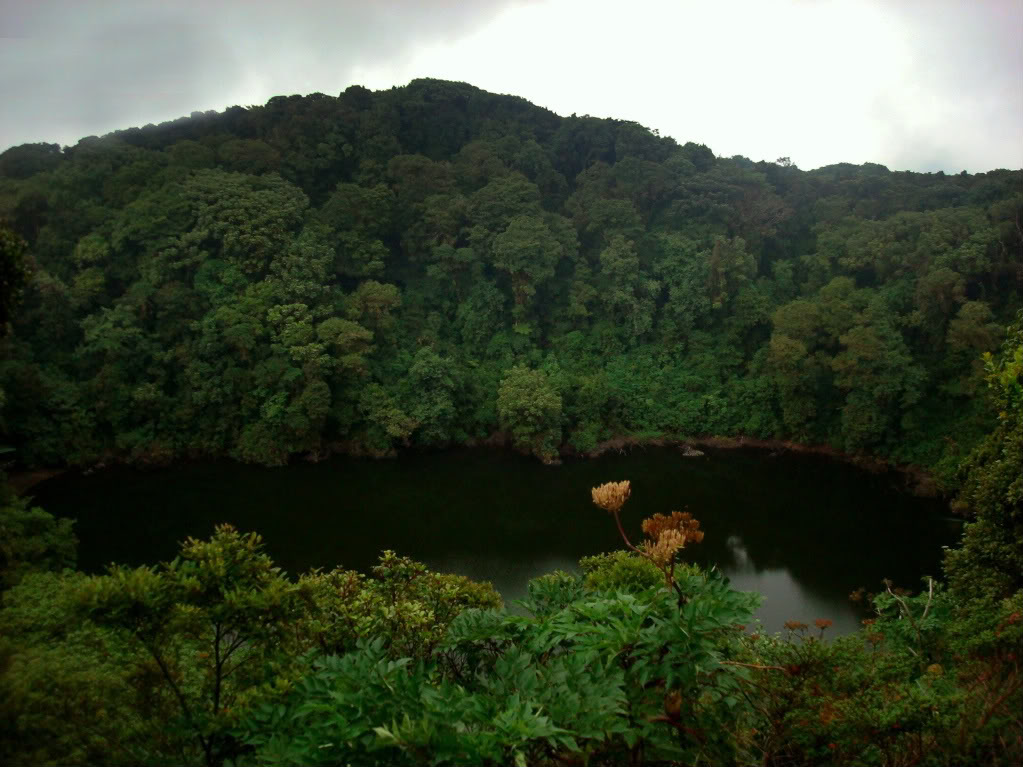
Cráter del Volcán Barva.

La Zona Protectora Refugio Corredor Fronterizo bordea el río San Juan, límite entre Heredia y la República de Nicaragua. Este Refugio se extiende a través de toda la frontera en el lado.
La Zona Protectora Refugio Barra del Colorado se sitúa en su mayoría en la provincia de Limón, aunque parte de él se encuentra dentro de los límites de la provincia.
La Reserva Forestal La Cureña es adyacente al Humedal Palustrino Laguna Maquenque y al Refugio Corredor Fronterizo antes mencionado y están localizados en las Llanuras de San Carlos cerca del Poblado de Palo Seco en la parte norte de la provincia.
El Humedal Lacustrino de Tamborcito es también adyacente al Refugio Corredor Fronterizo.
La Zona Protectora La Selva se encuentra hacia el sur de Puerto Viejo, cabecera del cantón de Sarapiquí.
El parque nacional Braulio Carrillo junto con la Reserva Forestal Cordillera Volcánica Central se encuentran en su mayoría dentro de los límites de la provincia, aunque se extienden desde la provincia de Alajuela hasta la de Limón, pasando por las de San José y Cartago.
El parque nacional Braulio Carrillo incluye los dos volcanes de la provincia de Heredia, el volcán Barva (2906 m s. n. m.) y el volcán Cacho Negro (2150 m s. n. m.), ambos inactivos.
El cerro Guararí (2599 m s. n. m.) y el Refugio Cerro Dantas se encuentran dentro de la Reserva Forestal Cordillera Volcánica Central.

## Otras Atracciones

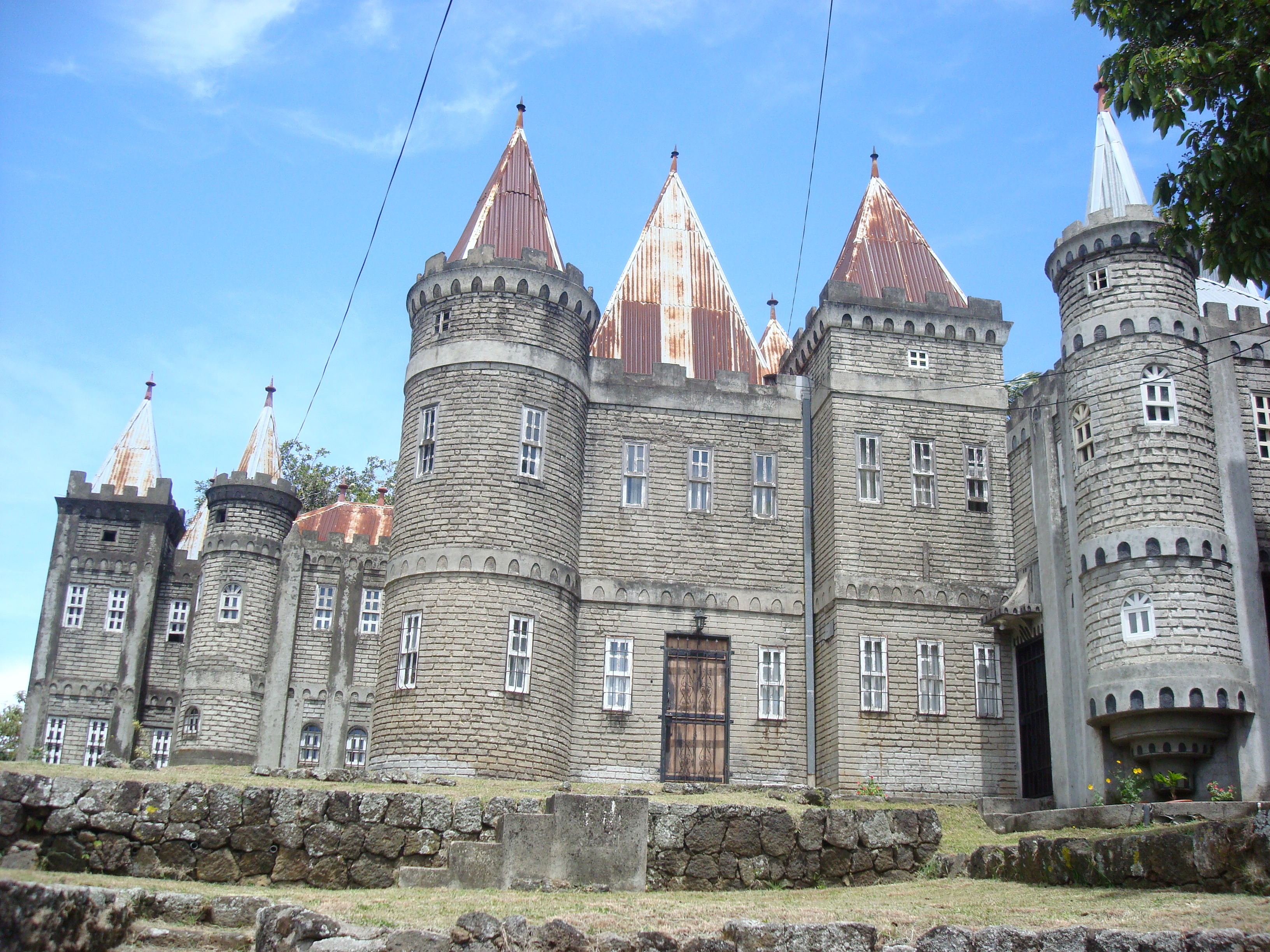
Castillo.

Esta provincia tiene remanentes de la tradición colonial, tanto en las casas de adobe que se observan por algunas de las calles de Barva y Santo Domingo como en las bellas iglesias neogóticas de los poblados de San Isidro y San Rafael. En el año 1985, el presidente de la República, Luis Alberto Monge, nombró la ciudad de Barva como el primer centro histórico nacional.
Heredia cuenta con muchos trapiches, beneficios de café y aserraderos. También tiene industrias de tejido, zapatos, fibras sintéticas y de armado de ropa. Posee además industrias de cerveza, jabones, imprentas y flores.
Esta cuenta con buenos hoteles como el Cariari, el Herradura, el Marriott, La Condesa y también cuenta con importantes centros de recreación como el Balneario de Ojo de Agua (en el cantón de Belén), el Castillo Country Club (en el cantón de San Rafael), entre otros.

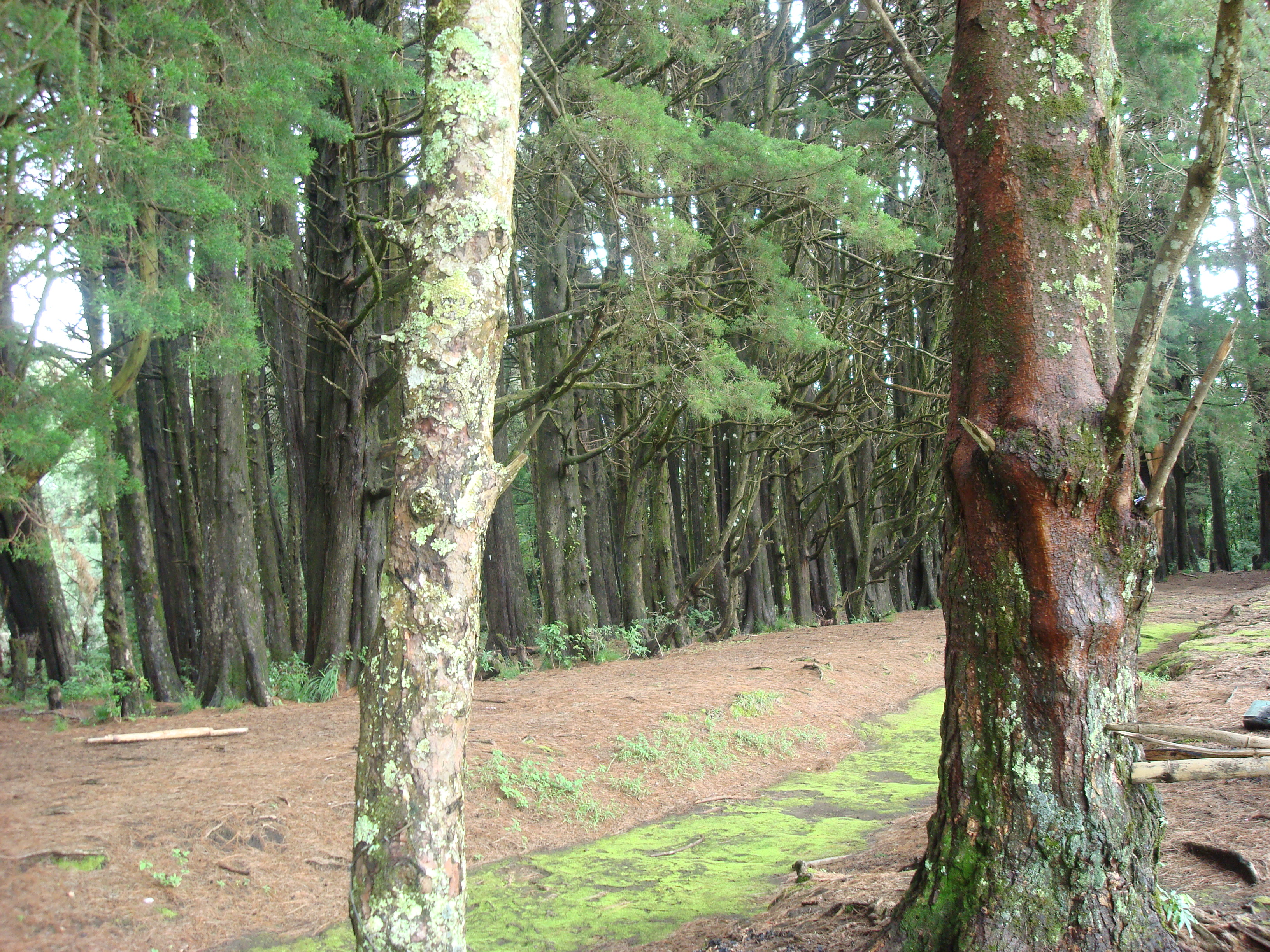
Bosque de la Hoja. Cantón de San Rafael.

La provincia herediana es muy pintoresca llena de historia y viejas tradiciones. Cuenta con bellísimas montañas boscosas, llanuras y valles regados por ríos que en ocasiones forman cascadas, lagunas o tránsito navegable para pequeñas embarcaciones; tiene además atractivos como el Bosque de la Hoja, el Monte de la Cruz, San José de la Montaña, el parque nacional Braulio Carrillo en su sector del Volcán Barva, las cataratas de La Paz y el Ángel. El cantón de Sarapiquí se ha caracterizado por una creciente oferta de atractivos turísticos como la práctica del cánopy (zip line), whitewater rafting y la caminata de montaña.
En el cantón de Santo Domingo se encuentra ubicado el INBioparque el cual, trata de promover el valor de la biodiversidad y la importancia de su conservación, mediante la recreación y educación de los visitantes. Dentro de sus instalaciones se puede encontrar flora y fauna típicas de la zona, así como el disfrute de actividades culturales del país.

## Heredianos ilustres
En esta sección se enlistan una serie de ciudadanos que comparten el hecho de ser nativos de Heredia y que se han destacado en campos como la política, el derecho, la educación y la investigación, cuyos aportes e influencia en el desarrollo de la Nación, han sido reconocidos a lo largo de los años.
- Óscar Arias Sánchez, Premio Nobel de la Paz 1987, presidente de la República de 1986 a 1990 y de 2006 a 2010.
- Carlos Meléndez Chaverri, historiador.
- Rafael Moya Murillo, jefe de Estado de 1844 a 1845.
- Cleto González Víquez, presidente de la República de 1906 a 1910 y de 1928 a 1932.
- Alfredo González Flores, presidente de la República de 1914 a 1917.
- Marco Tulio Salazar Salazar, (1904-2001), educador y formador de educadores.
- Fernando Baudrit Solera, 1907-1975, abogado, Presidente de la Corte Suprema de Justicia.
- Jeanette Benavides Gamboa, Bioquímica y Fisicoquímica de la NASA, pionera de la nanotecnología.
- Jorge Manuel Dengo Obregón, 1918-2012, Ingeniero civil, fundador del ICE, Vicepresidente de la República y Benemérito de la Patria.
- Daniel Díaz González, 1935-1987, Músico, padre fundador de la Escuela Líder La Aurora.
- Fausto Pacheco, 1899-1966, pintor del paisaje nacional.

### Deportistas destacados
- Paulo Wanchope, exfutbolista.
- Jafet Soto Molina, exfutbolista.
- Mauricio Solís, exfutbolista.

- Ver Lista de heredianos

## Deporte
La provincia de Heredia tiene una amplia representación de equipos deportivos a lo largo de sus 10 cantones. La Ciudad de Heredia fue sede de los Juegos Deportivos Nacional en 1988 y en el año 2008; además, en esta ciudad se encuentra el Palacio de los Deportes con capacidad para 7.500 personas el cual cuenta además con piscinas y un gimnasio. En el año 2004, en este recinto se llevó a cabo el Campeonato de Futsal de Concacaf y es hoy la sede del equipo de Ferretería Brenes Barva, equipo de la Primera División del Baloncesto Nacional. Heredia es también, hogar de 2 equipos del fútbol de la primera división del fútbol nacional: El Club Sport Herediano y el equipo de Belén Bridgestone.

### Fútbol

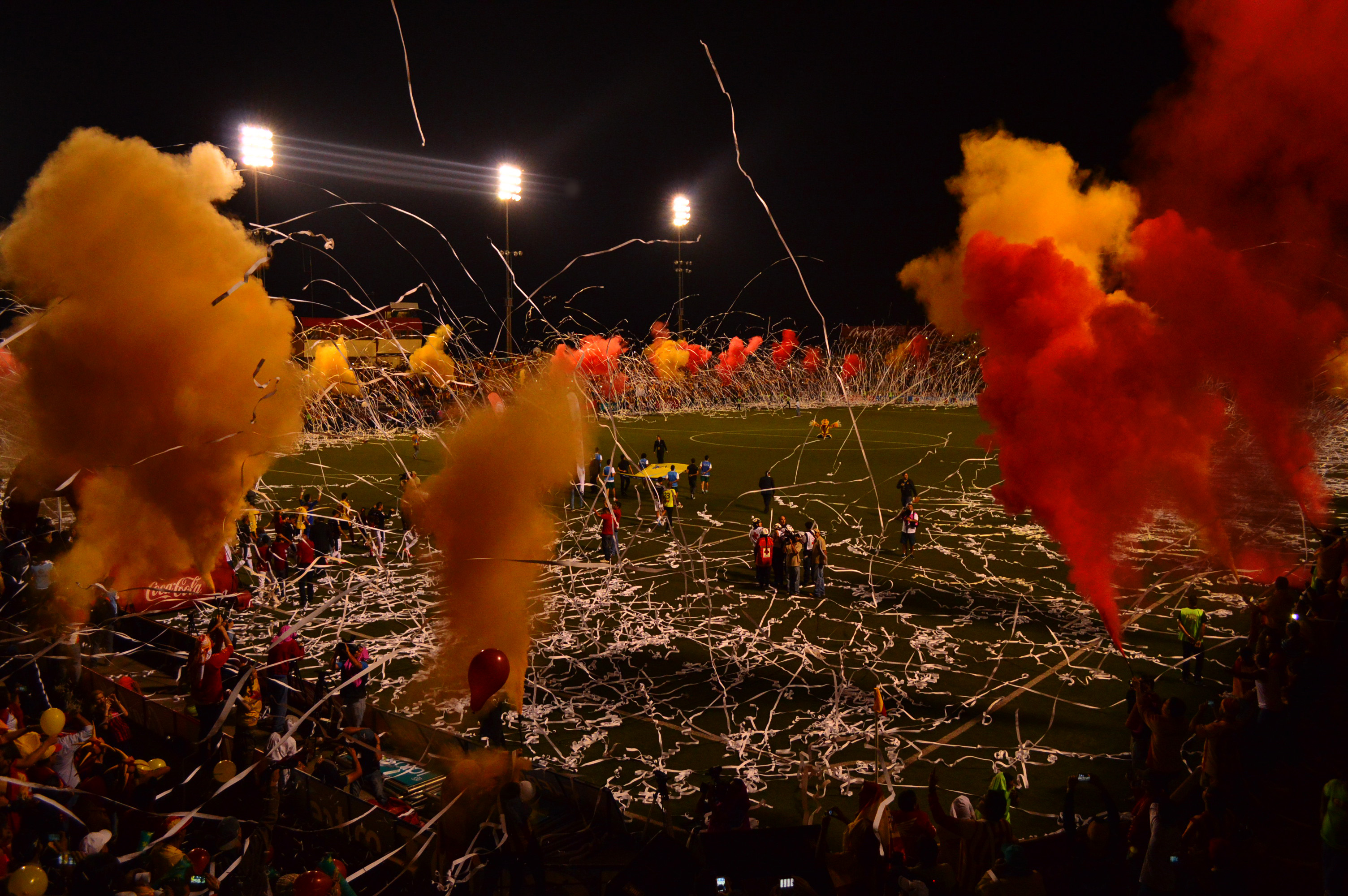
Afición del Herediano recibiendo al equipo en una final de fútbol.

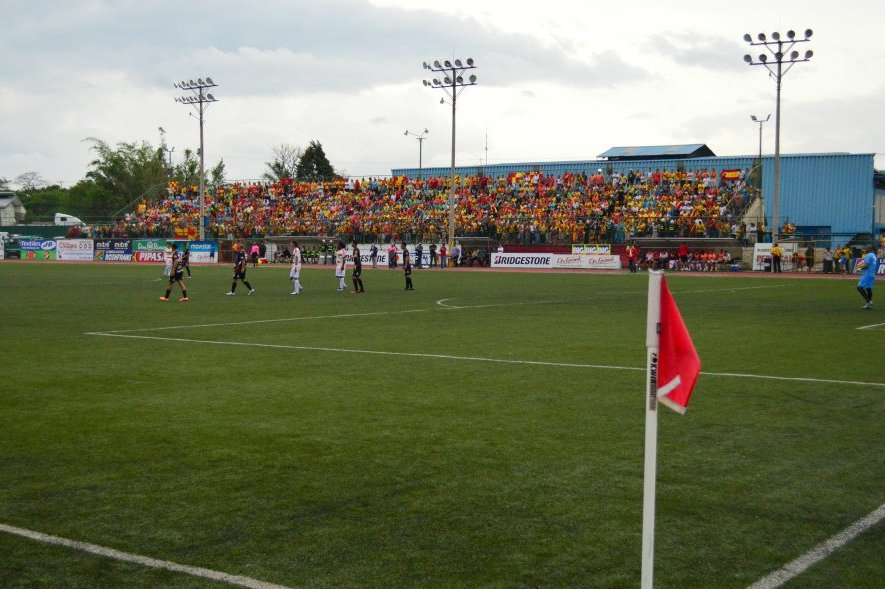
Polideportivo de Belén en un encuentro Belén-Herediano

El equipo más sobresaliente de la provincia de Heredia ha sido el Club Sport Herediano fundado un día 12 de junio de 1921. El Herediano fue el primer campeón de fútbol de Costa Rica en 1921, así como el primer bicampeón en 1922, el primer tricampeón en 1932 y el primer tetracampeón en 1933. Su estadio es el Eladio Rosabal Cordero ubicado en el centro de la Ciudad de Heredia el cual cuenta con una capacidad para 8.700 espectadores; el estadio ha albergado finales de la Primera División de Costa Rica, varios partidos oficiales de la Concacaf, así como partidos amistosos de la selección de fútbol de Costa Rica.
El Club Sport Herediano es el tercer equipo de Costa Rica con más títulos obtenidos con un total de 29, de los cuales el más reciente lo obtuvo en diciembre del 2021, además el equipo cuenta con 11 Torneos de Copa ganados. El Herediano se ganó el título del "Equipo de las Grandes Jornadas Internacionales" por sus sonados triunfos ante algunos de los cuadros más poderosos de América y Europa, entre ellos, el Estudiantes de la Plata, San Lorenzo de Almagro de Argentina, Djugardens de Suecia, Sevilla de España, América de México, Universidad de Chile, Alianza Lima y Audax Italiano e incluso contabilizó algunas giras brillantes a Colombia, El Salvador, Jamaica y México. En el año 1988 el Herediano ganó la Copa Camel que contaba con aval de la CONCACAF, la cual disputó ante el club Universidad de Guadalajara de México.
El Club Sport Herediano cuenta desde el año 2014 con un equipo de fútbol femenino. El equipo que milita en la primera división del fútbol femenino costarricense utiliza el mismo uniforme del equipo masculino y utilizan el Eladio Rosabal Cordero como casa.  
En la primera división del fútbol de Costa Rica también militó el equipo de Belén el cual usaba como sede el Polideportivo de Belén y también el mismo Estadio Eladio Rosabal Cordero. Sus principales logros han sido varios títulos de la Segunda División costarricense (el último de ellos alcanzado en la temporada 2010-11) y fue campeón del torneo de Copa en 1996. Su fundación data desde el 13 de julio de 1979 bajo el nombre de la Asociación Deportiva Belén. La mejor ubicación que ha tenido el conjunto belemita jugando en la Primera División ha sido un quinto lugar.
Anteriormente por la Provincia de Heredia también participó en la primera división la Asociación Deportiva Barbareña cuya sede es el Estadio Carlos Alvarado Villalobos de Santa Bárbara. La A.D. Barbareña sube a primera división en 1997 y su debut fue el 17 de agosto derrotando a la Asociación Deportiva San Carlos 2-1. Haciendo un gran esfuerzo jugó el campeonato del 2003-2004, pero por falta de recursos y apoyo desaparece, vendiéndole su franquicia al Puntarenas F.C.
El Club Yuba Paniagua de San Rafael de Heredia, se fundó en 1976, y su nombre fue un homenaje al destacado futbolista de ese cantón Asdrúbal "Yuba" Paniagua. El Yuba Paniagua desapareció en 1988, luego de disputar varios torneos de la Segunda División y Ligas de Ascenso por ANAFA.
Algunos de los clubes heredianos que militan en la Liga Nacional de Fútbol Aficionado (LINAFA) son la Asociación Deportiva Barrealeña, el San Lorenzo F.C, la A.D. La Virgen, el Sarapiquí R.F, Los Ángeles Heredia, la A.D. Barveña, la A.D. San Rafael, la A.D. Santo Domingo, la A.D. Municipal San Pablo.

### Clubes de fútbol campeones en la fase interregional (Categoría Mayor)
| Clubes Monarcas (Región 9). Por la Provincia de Heredia | Clubes Monarcas (Región 9). Por la Provincia de Heredia                                                    | Clubes Monarcas (Región 9). Por la Provincia de Heredia | Clubes Monarcas (Región 9). Por la Provincia de Heredia | Clubes Monarcas (Región 9). Por la Provincia de Heredia                                   |
| ------------------------------------------------------- | --- | ------------------------------------------------------- | ------------------------------------------------------- | ----------------------------------------------------------------------------------------- |
| Cantón                                                  | Club | Años/Temporadas                                         | Categoría                                               | Liga                                                                                      |
| Barva                                                   | Asoc. Deportiva Municipal Barveña                                                                          | 1974                                                    | Segunda División Aficionada de Ascenso                  | CONAFA (ANAFA)                                                                            |
| Heredia                                                 | Club Deportivo Jorge Muñoz Corea                                                                           | 1981                                                    | Segunda División Aficionada de Ascenso                  | CONAFA (ANAFA)                                                                            |
| Heredia                                                 | Asoc. Deportiva Caribe de Barrio Mercedes                                                                  | 1988- 1990                                              | Tercera División Aficionada de Ascenso                  | ANAFA                                                                                     |
| Heredia                                                 | Asoc. Deportiva Barrealeña (Asciende por primera vez a la Segunda División B de ANAFA en 1986)             | 1983- 1984- 1986                                        | Tercera División Aficionada de Ascenso                  | ANAFA (Campeón Nacional en 1986) y (Campeón Nacional en las Temporadas 2005-06 y 2008-09) |
| Barva                                                   | Club Deportivo Los Rebeldes                                                                                | 1982                                                    | Segunda División B Aficionada de Ascenso                | ACOFA (ANAFA)                                                                             |
| Santo Domingo                                           | Asoc. Deportiva Domingueña                                                                                 | 1968- 1970- 1973                                        | Segunda División Aficionada de Ascenso                  | CONAFA (ANAFA)                                                                            |
| Santo Domingo                                           | Club Deportivo Yurusty                                                                                     | 1980                                                    | Segunda División Aficionada de Ascenso                  | CONAFA (ANAFA)                                                                            |
| Santa Bárbara                                           | Asoc. Deportiva Barbareña (Asciende por primera vez a la Segunda División en 1976)                         | 1962- 1963- 1964- 1965- 1972- 1975                      | Segunda División Aficionada de Ascenso                  | CONAFA (ANAFA)(Campeón Nacional en la Temporada 1975-76 y 1993-94)                        |
| Santa Bárbara                                           | Asoc. Deportiva Fraternidad de San Pedro (Asciende por primera vez a la Segunda División de ACOFA en 1981) | 1980                                                    | Segunda División B Aficionada de Ascenso                | COFA- ACOFA (ANAFA)(Campeón Nacional en la Temporada 1980-81)                             |
| Santa Bárbara                                           | Asoc. Deportiva Birriseña (Asciende por primera vez a la Segunda División B de ANAFA en 1992)              | 1991                                                    | Tercera División Aficionada de Ascenso                  | ANAFA (Campeón Nacional en 1991)                                                          |
| San Rafael                                              | Asoc. Deportiva Real Rafaeleño (Asciende por primera vez a la Segunda División en 1970)                    | 1969- 1971                                              | Segunda División Aficionada de Ascenso                  | CONAFA (ANAFA)(Campeón Nacional en la Temporada 1969-70)                                  |
| San Rafael                                              | Asoc. Deportiva Yuba Paniagua (Asciende por primera vez a la Segunda División en 1979)                     | 1978                                                    | Segunda División Aficionada de Ascenso                  | CONAFA (ANAFA)                                                                            |
| San Isidro                                              | Club Deportivo España                                                                                      | 1985                                                    | Tercera División Aficionada de Ascenso                  | ANAFA                                                                                     |
| San Isidro                                              | U. Deportiva San Francisco (Asciende por primera vez a la Segunda División B de ANAFA en 1990)             | 1987- 1989                                              | Tercera División Aficionada de Ascenso                  | ANAFA (Subcampeón Nacional en la Temporada 1989-90)                                       |
| San Isidro                                              | Asoc. Deportiva Tournón (Asciende por primera vez a la Segunda División en el 2001)                        | 1996                                                    | Tercera División Aficionada de Ascenso                  | ANAFA (Campeón Nacional en la Temporada 2000-01)                                          |
| Belén                                                   | A.D. Belén Calle Flores (Nunca campeonizo por Heredia, pero si ascendió)                                   | 1987                                                    | Segunda División B Aficionada de Ascenso                | ANAFA (Campeón Nacional en la Temporada 1987)                                             |
| Flores                                                  | Asoc. Deportiva San Lorenzo                                                                                | 1966- 1967- 1976- 1977                                  | Segunda División Aficionada de Ascenso                  | CONAFA (ANAFA)(Campeón Nacional en la Temporada 1997-98)                                  |
| San Pablo                                               | Club Deportivo Diablos Rojos                                                                               | 1979                                                    | Segunda División Aficionada de Ascenso                  | CONAFA (ANAFA)                                                                            |
| San Pablo                                               | Club Deportivo Diablos Rojos (Asciende por primera vez a la Segunda División de ACOFA en 1982)             | 1981                                                    | Segunda División B Aficionada de Ascenso                | ACOFA (ANAFA)                                                                             |
| Sarapiquí                                               | No Registrado                                                                                              |                                                         |                                                         |                                                                                           |

## Actividades Culturales
La banda de Heredia se presentaba en el quiosco del parque Nicolás Ulloa.
La municipalidad de Heredia constantemente realiza actividades involucrando lo cultural característico de la provincia de Heredia, cuna de la Educación formal de Costa Rica.

## Galería

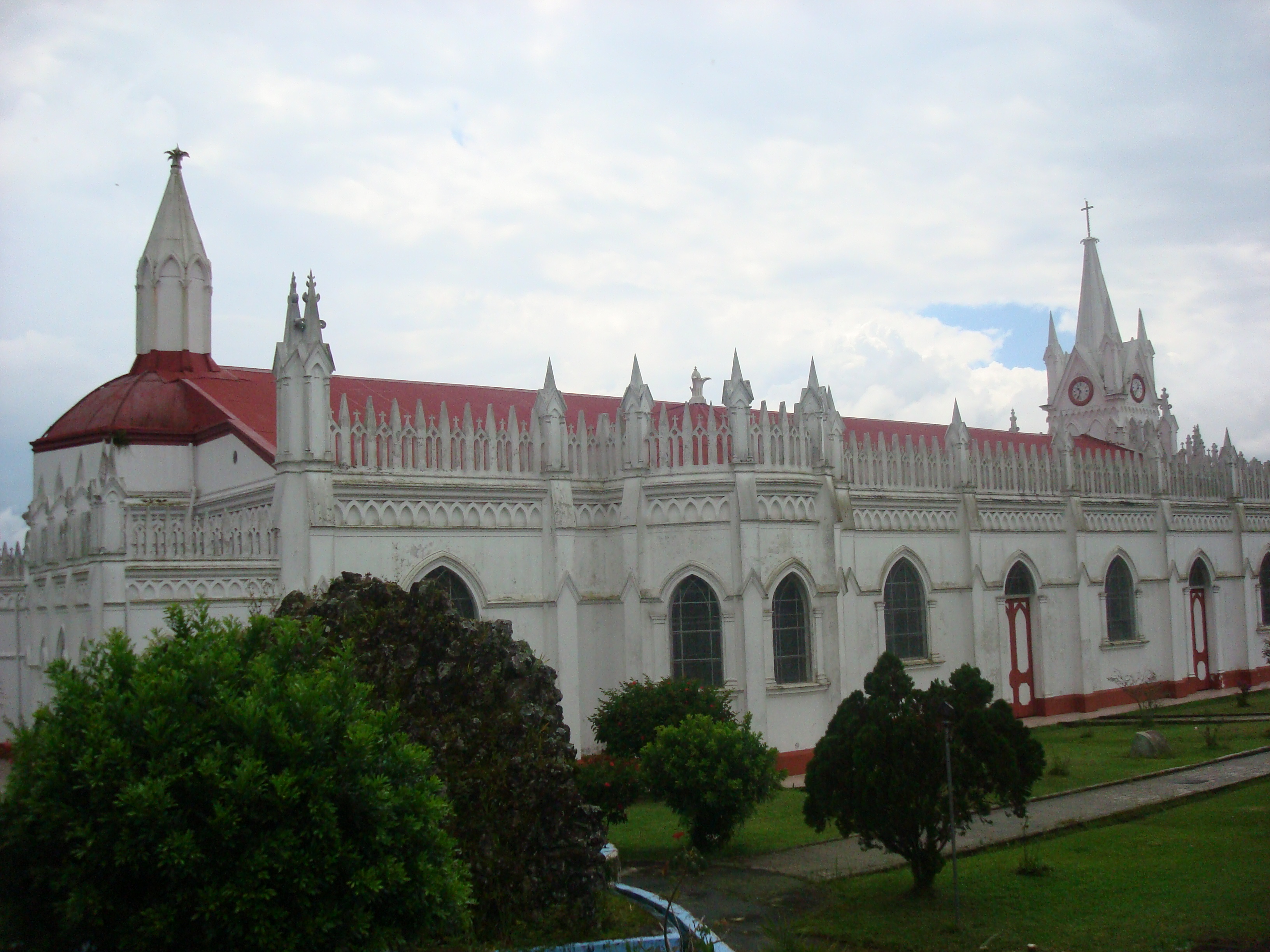
Iglesia Católica. Cantón de San Isidro
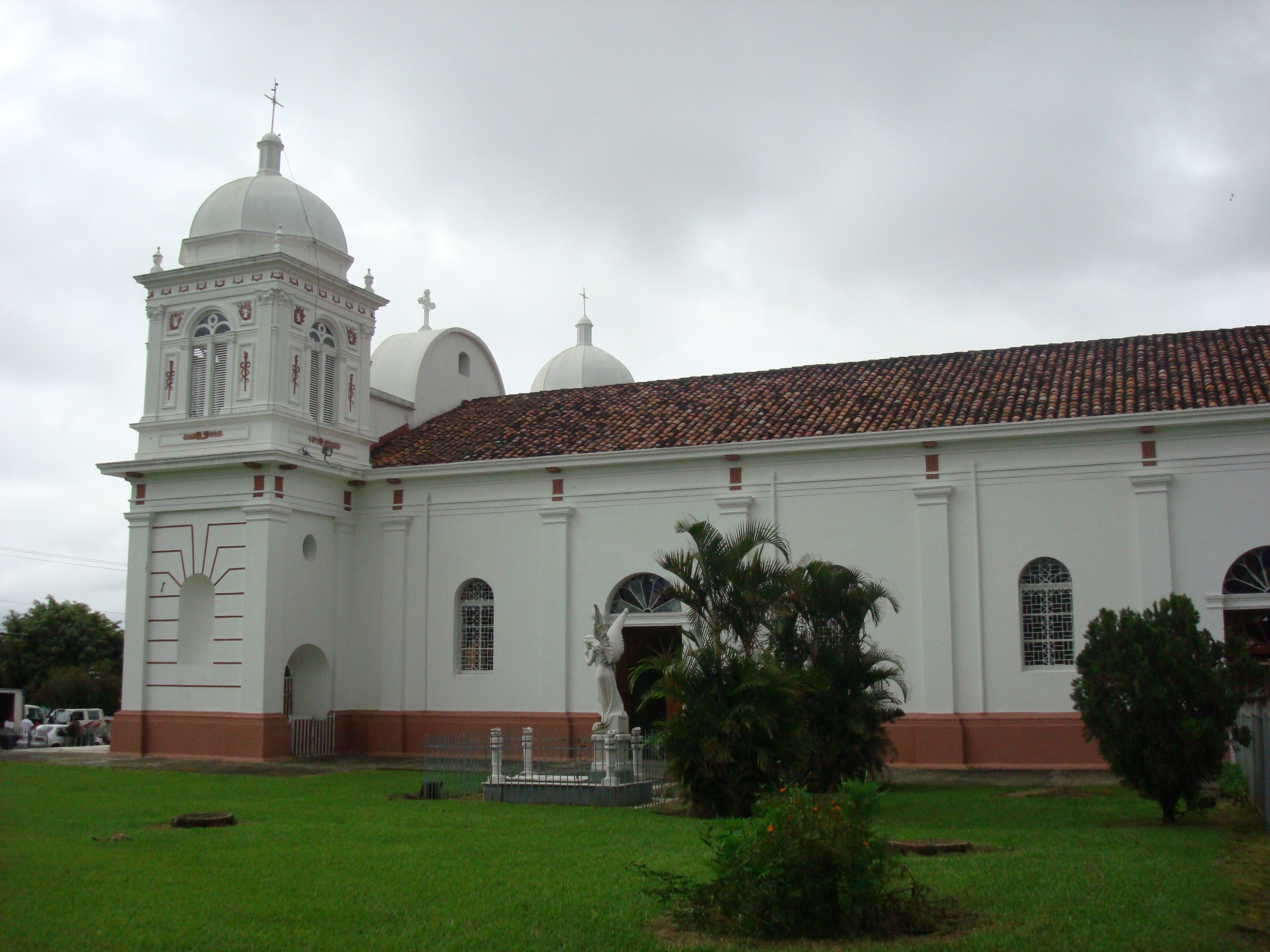
Iglesia Católica. Cantón de Barva
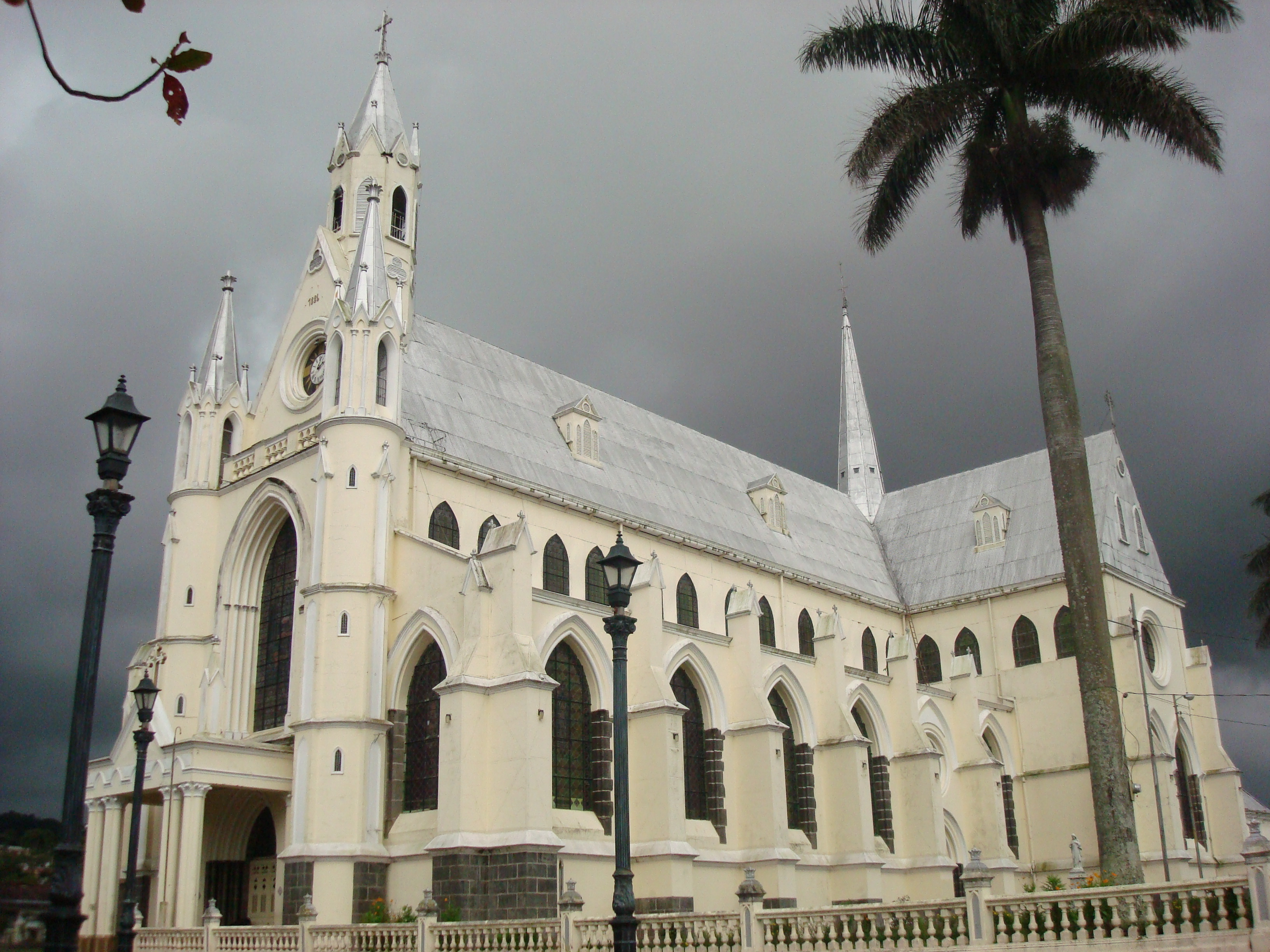
Iglesia Católica. Cantón de San Rafael
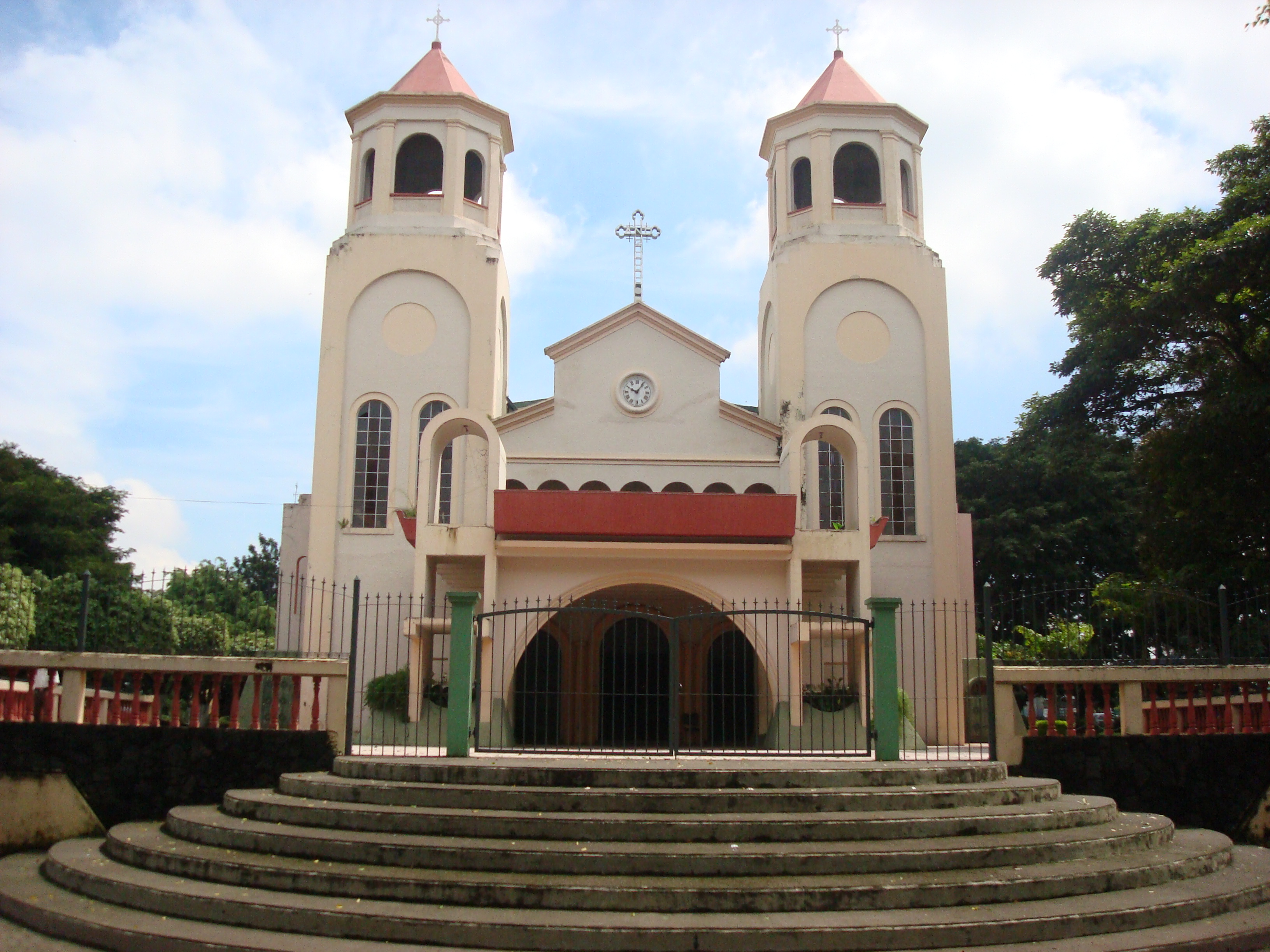
Iglesia Católica. Cantón de Belén
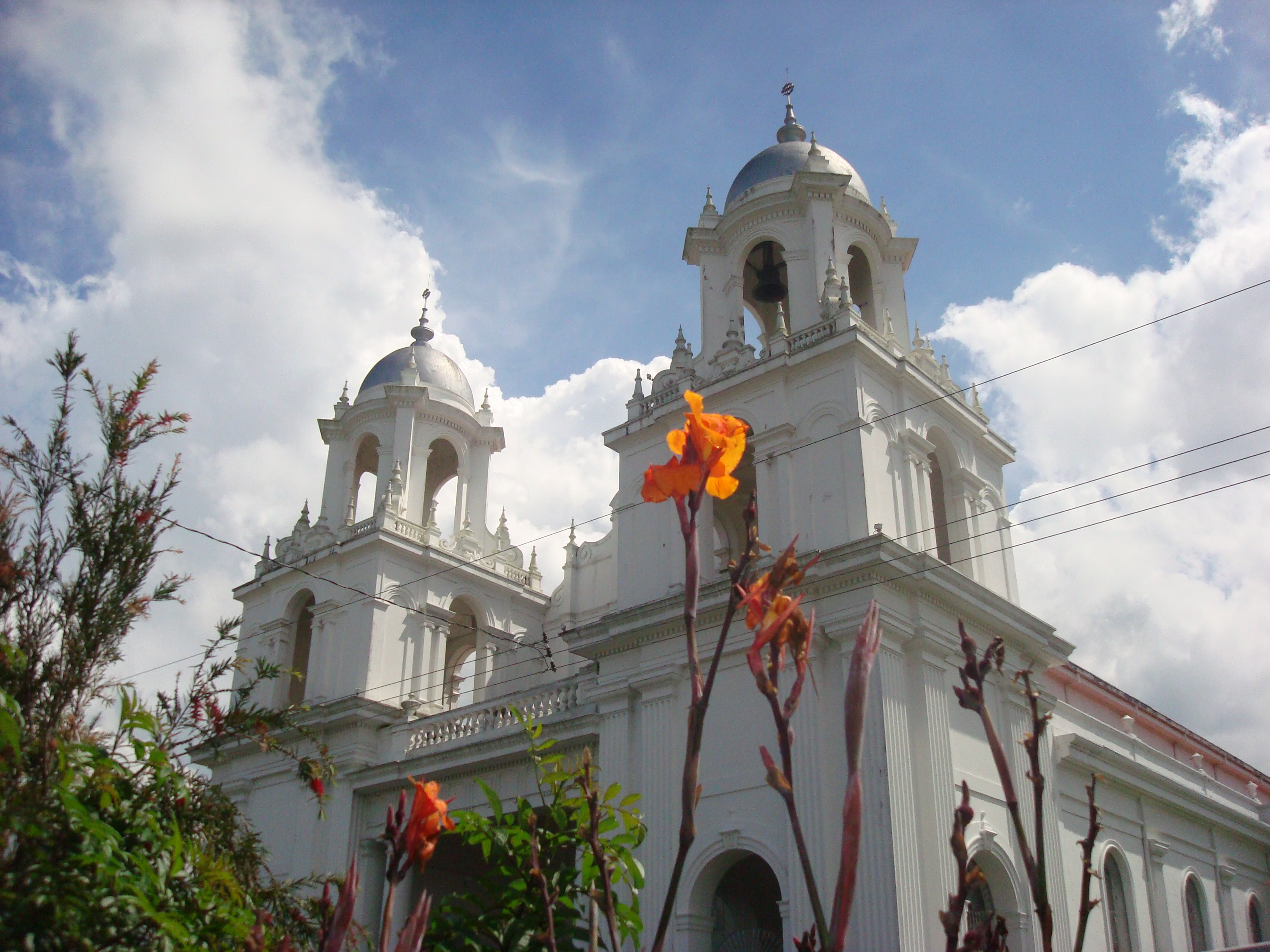
Iglesia Católica. Cantón de Santo Domingo
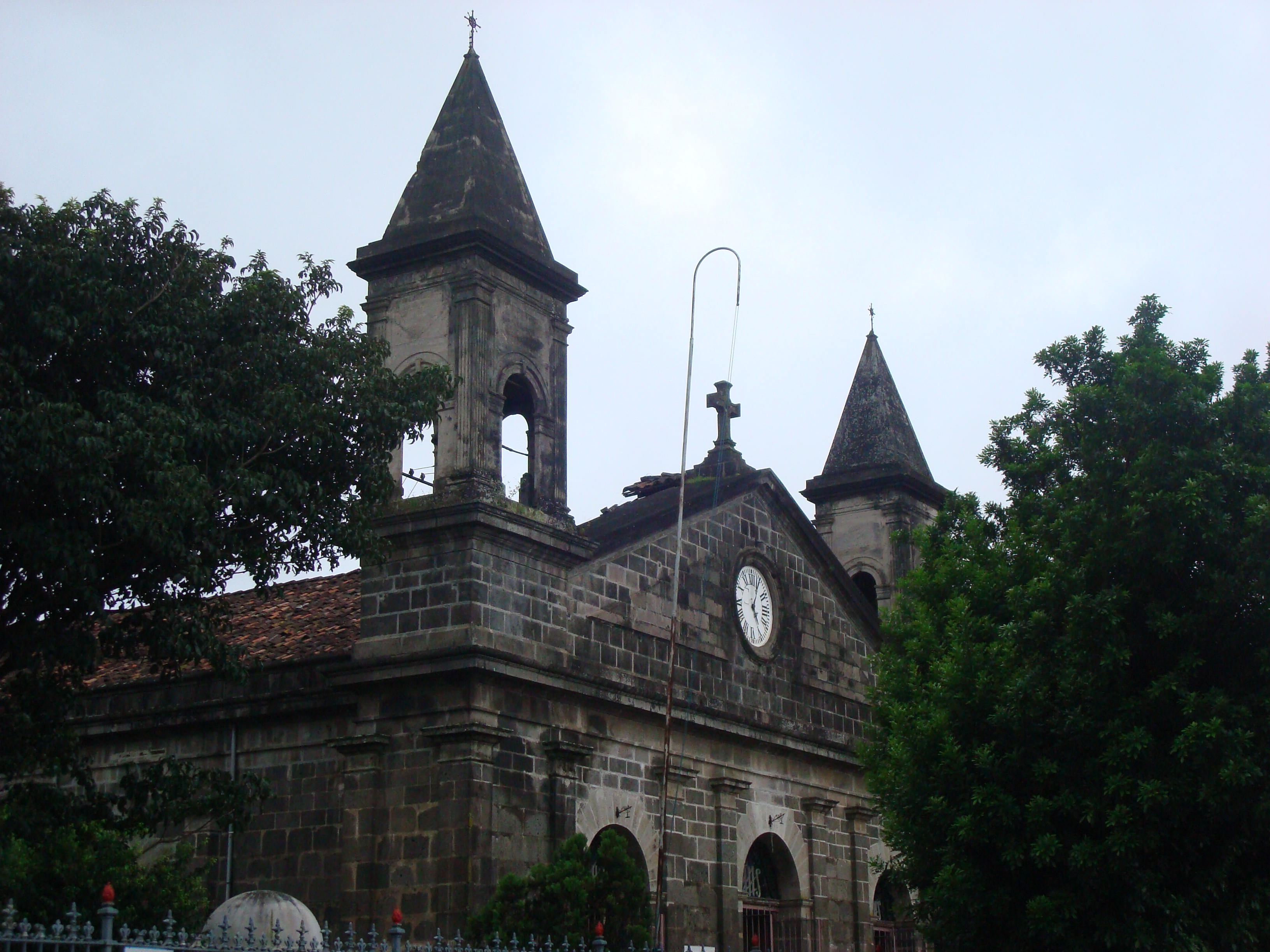
Iglesia Católica. Cantón de Flores
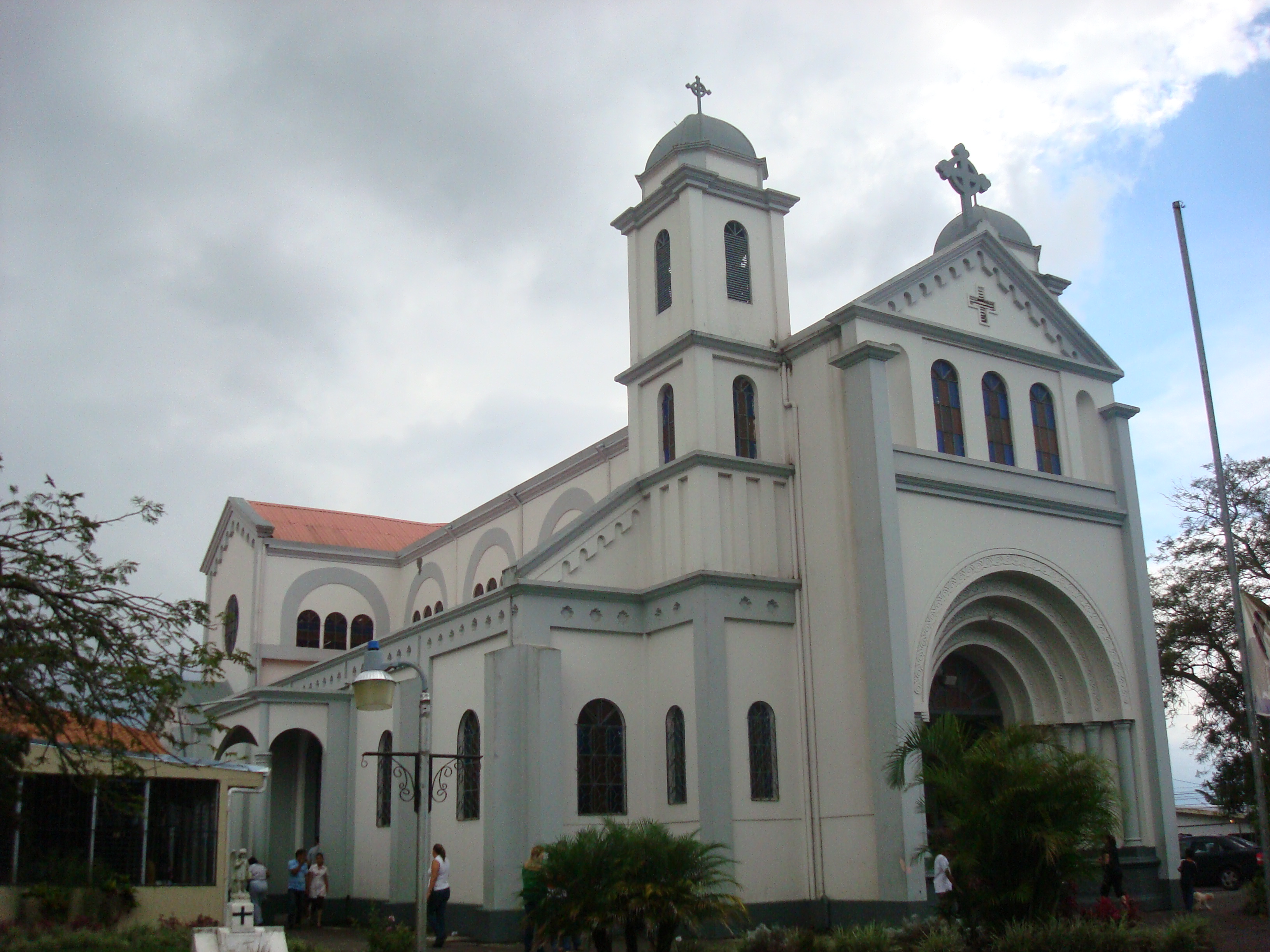
Iglesia Católica. Cantón de San Pablo
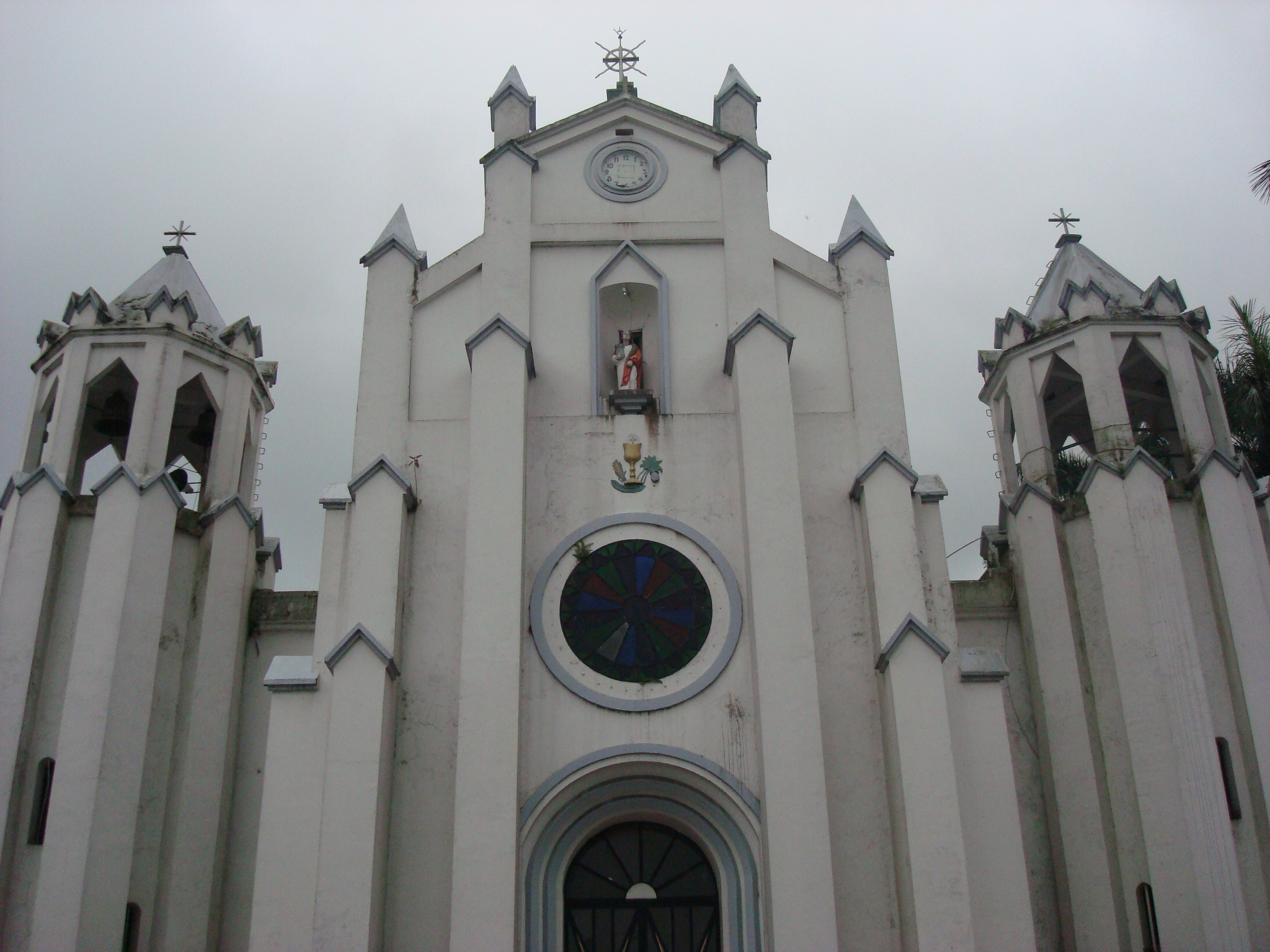
Iglesia Católica. Cantón de Santa Bárbara